# Grey’s Anatomy/Episodenliste

Logo zur Serie

Diese Episodenliste enthält alle Episoden der US-amerikanischen Dramaserie Grey’s Anatomy sortiert nach der US-amerikanischen Erstausstrahlung. Die Fernsehserie umfasst derzeit 21 Staffeln mit 448 Episoden.

## Übersicht
| Staffel | Episodenanzahl | Erstausstrahlung USA | Erstausstrahlung USA | Deutschsprachige Erstausstrahlung | Deutschsprachige Erstausstrahlung |
| Staffel | Episodenanzahl | Staffelpremiere      | Staffelfinale        | Staffelpremiere                   | Staffelfinale                     |
| ------- | -------------- | -------------------- | -------------------- | --------------------------------- | --------------------------------- |
| 1       | 9              | 27. März 2005        | 22. Mai 2005         | 9. März 2006                      | 1. Mai 2006                       |
| 2       | 27             | 25. September 2005   | 15. Mai 2006         | 8. Mai 2006                       | 27. November 2006                 |
| 3       | 25             | 21. September 2006   | 14. Mai 2007         | 12. März 2007                     | 27. August 2007                   |
| 4       | 17             | 27. September 2007   | 22. Mai 2008         | 11. Februar 2008                  | 22. September 2008                |
| 5       | 24             | 25. September 2008   | 14. Mai 2009         | 12. Januar 2009                   | 31. August 2009                   |
| 6       | 24             | 24. September 2009   | 20. Mai 2010         | 15. März 2010                     | 30. August 2010                   |
| 7       | 22             | 23. September 2010   | 19. Mai 2011         | 28. März 2011                     | 15. August 2011                   |
| 8       | 24             | 22. September 2011   | 17. Mai 2012         | 26. März 2012                     | 12. November 2012                 |
| 9       | 24             | 27. September 2012   | 16. Mai 2013         | 7. Januar 2013                    | 21. Oktober 2013                  |
| 10      | 24             | 26. September 2013   | 15. Mai 2014         | 27. Januar 2014                   | 29. September 2014                |
| 11      | 25             | 25. September 2014   | 14. Mai 2015         | 19. Januar 2015                   | 17. Oktober 2015                  |
| 12      | 24             | 24. September 2015   | 19. Mai 2016         | 7. März 2016                      | 3. Oktober 2016                   |
| 13      | 24             | 22. September 2016   | 18. Mai 2017         | 6. März 2017                      | 10. Juli 2017                     |
| 14      | 24             | 28. September 2017   | 17. Mai 2018         | 26. März 2018                     | 24. September 2018                |
| 15      | 25             | 27. September 2018   | 16. Mai 2019         | 11. März 2019                     | 9. September 2019                 |
| 16      | 21             | 26. September 2019   | 9. April 2020        | 17. Februar 2020                  | 14. September 2020                |
| 17      | 17             | 12. November 2020    | 3. Juni 2021         | 21. April 2021                    | 8. September 2021                 |
| 18      | 20             | 30. September 2021   | 26. Mai 2022         | 21. März 2022                     | 15. August 2022                   |
| 19      | 20             | 6. Oktober 2022      | 18. Mai 2023         | 20. März 2023                     | 14. August 2023                   |
| 20      | 10             | 14. März 2024        | 30. Mai 2024         | 1. Juli 2024                      | 9. September 2024                 |
| 21      | 18             | 26. September 2024   | 15. Mai 2025         | 28. April 2025                    |                                   |

## Staffel 1
Die Erstausstrahlung der ersten Staffel war vom 28. März bis zum 22. Mai 2005 auf dem US-amerikanischen Fernsehsender ABC zu sehen. Die deutschsprachige Erstausstrahlung der ersten Folge sendete der österreichische Free-TV-Sender ORF 1 am 9. März 2006. Ab der zweiten Folge sendete die deutschsprachige Erstausstrahlung der Schweizer Free-TV-Sender SRF zwei vom 13. März bis zum 1. Mai 2006.
| Nr. (ges.) | Nr. (St.) | Deutscher Titel            | Originaltitel                  | Erstausstrahlung USA | Deutschsprachige Erstausstrahlung (AT/CH) | Regie              | Drehbuch                           |
| ---------- | --------- | -------------------------- | ------------------------------ | -------------------- | ----------------------------------------- | ------------------ | ---------------------------------- |
| 1          | 1         | Nur 48 Stunden             | A Hard Days Night              | 28. März 2005        | 9. März 2006                              | Peter Horton       | Shonda Rhimes                      |
| 2          | 2         | Grenzen                    | The First Cut Is the Deepest   | 3. Apr. 2005         | 13. März 2006                             | Peter Horton       | Shonda Rhimes                      |
| 3          | 3         | Überleben ist alles        | Winning a Battle, Losing a War | 10. Apr. 2005        | 20. März 2006                             | Tony Goldwyn       | Shonda Rhimes                      |
| 4          | 4         | Niemandsland               | No Man’s Land                  | 17. Apr. 2005        | 27. März 2006                             | Adam Davidson      | James D. Parriott                  |
| 5          | 5         | Die Last der Verantwortung | Shake Your Groove Thing        | 24. Apr. 2005        | 3. Apr. 2006                              | John David Coles   | Ann Hamilton                       |
| 6          | 6         | Der Morgen danach          | If Tomorrow Never Comes        | 1. Mai 2005          | 10. Apr. 2006                             | Scott Brazil       | Krista Vernoff                     |
| 7          | 7         | Der Selbstzerstörungsknopf | The Self-Destruct Button       | 8. Mai 2005          | 17. Apr. 2006                             | Darnell Martin     | Kip Koenig                         |
| 8          | 8         | Glaubensfragen             | Save Me                        | 15. Mai 2005         | 23. Apr. 2006                             | Sarah Pia Anderson | Mimi Schmir                        |
| 9          | 9         | Geheimnisse                | Who’s Zoomin’ Who?             | 22. Mai 2005         | 1. Mai 2006                               | Wendy Stantzler    | Gabrielle Stanton & Harry Werksman |

## Staffel 2
Die Erstausstrahlung der zweiten Staffel war vom 25. September 2005 bis zum 15. Mai 2006 auf dem US-amerikanischen Fernsehsender ABC zu sehen. Die deutschsprachige Erstausstrahlung sendete der Schweizer Free-TV-Sender SRF zwei vom 8. Mai bis zum 27. November 2006.
| Nr. (ges.) | Nr. (St.) | Deutscher Titel             | Originaltitel                                 | Erstausstrahlung USA | Deutschsprachige Erstausstrahlung (CH) | Regie               | Drehbuch                               |
| ---------- | --------- | --------------------------- | --------------------------------------------- | -------------------- | -------------------------------------- | ------------------- | -------------------------------------- |
| 10         | 1         | Ein sauberer Schnitt        | Raindrops Keep Falling on My Head             | 23. Sep. 2005        | 8. Mai 2006                            | Peter Horton        | Stacy McKee                            |
| 11         | 2         | Genug ist genug             | Enough Is Enough (No More Tears)              | 2. Okt. 2005         | 15. Mai 2006                           | Peter Horton        | James D. Parriott                      |
| 12         | 3         | Gebrochene Herzen           | Make Me Lose Control                          | 9. Okt. 2005         | 22. Mai 2006                           | Adam Davidson       | Krista Vernoff                         |
| 13         | 4         | Selbstverleugnung           | Deny, Deny, Deny                              | 16. Okt. 2005        | 29. Mai 2006                           | Jessica Yu          | Kip Koenig                             |
| 14         | 5         | Der Schmerz                 | Bring the Pain                                | 23. Okt. 2005        | 5. Juni 2006                           | Mark Tinker         | Shonda Rhimes                          |
| 15         | 6         | Zugunglück                  | Into You like a Train                         | 30. Okt. 2005        | 3. Juli 2006                           | Jeff Melman         | Krista Vernoff                         |
| 16         | 7         | Gerede                      | Something to Talk About                       | 6. Nov. 2005         | 10. Juli 2006                          | Adam Davidson       | Stacy McKee                            |
| 17         | 8         | Romeo und Julia             | Let It Be                                     | 13. Nov. 2005        | 17. Juni 2006                          | Lesli Linka Glatter | Mimi Schmir                            |
| 18         | 9         | Dankbarkeit                 | Thanks for the Memories                       | 20. Nov. 2005        | 24. Juni 2006                          | Michael Dinner      | Shonda Rhimes                          |
| 19         | 10        | Fünflinge                   | Much, Too Much                                | 27. Nov. 2005        | 31. Juli 2006                          | Wendey Stanzler     | Harry Werksman & Gabrielle Stanton     |
| 20         | 11        | Einsamkeit                  | Owner of a Lonely Heart                       | 4. Dez. 2005         | 7. Aug. 2006                           | Daniel Minahan      | Mark Wilding                           |
| 21         | 12        | Körper und Geist            | Grandma Got Run Over by a Reindeer            | 11. Dez. 2005        | 14. Aug. 2006                          | Peter Horton        | Krista Vernhoff                        |
| 22         | 13        | Ein neuer Anfang            | Begin the Begin                               | 15. Jan. 2006        | 21. Aug. 2006                          | Jessica Yu          | Kip Koenig                             |
| 23         | 14        | Lügen                       | Tell Me Sweet Little Lies                     | 22. Jan. 2006        | 28. Aug. 2006                          | Adam Davidson       | Joan Rater & Tony Phelan               |
| 24         | 15        | Streik                      | Break on Through                              | 29. Jan. 2006        | 4. Sep. 2006                           | David Paymer        | Zoanne Clack                           |
| 25         | 16        | Code Black                  | It’s the End of the World                     | 5. Feb. 2006         | 11. Sep. 2006                          | Peter Horton        | Shonda Rhimes                          |
| 26         | 17        | Der letzte Tag              | As We Know It                                 | 12. Feb. 2006        | 25. Sep. 2006                          | Peter Horton        | Shonda Rhimes                          |
| 27         | 18        | Monster                     | Yesterday                                     | 19. Feb. 2006        | 2. Okt. 2006                           | Rob Corn            | Krista Vernhoff                        |
| 28         | 19        | Karma                       | What Have I Done to Deserve This?             | 26. Feb. 2006        | 9. Okt. 2006                           | Wendey Stanzler     | Stacy McKee                            |
| 29         | 20        | Ein Pflaster für jede Wunde | Band Aid Covers the Bullet Hole               | 12. März 2006        | 16. Okt. 2006                          | Julie Anne Robinson | Harry Werksman Jr. & Gabrielle Stanton |
| 30         | 21        | Aberglaube                  | Superstition                                  | 19. März 2006        | 23. Okt. 2006                          | Tricia Brock        | James D. Parriott                      |
| 31         | 22        | Spielregeln                 | The Name of the Game                          | 2. Apr. 2006         | 30. Okt. 2006                          | Seith Mann          | Blythe Robe                            |
| 32         | 23        | Opferbereitschaft           | Blues for Sister Someone                      | 30. Apr. 2006        | 6. Nov. 2006                           | Jeff Melman         | Elizabeth J.B. Klaviter                |
| 33         | 24        | Totalschaden                | Damage Case                                   | 7. Mai 2006          | 13. Nov. 2006                          | Tony Goldwyn        | Mimi Schmir                            |
| 34         | 25        | 17 Sekunden                 | 17 Seconds                                    | 14. Mai 2006         | 20. Nov. 2006                          | Dan Minahan         | Mark Wilding                           |
| 35         | 26        | Kampf oder Flucht           | Deterioration of the Fight or Flight Response | 15. Mai 2006         | 27. Nov. 2006                          | Rob Corn            | Joan Rater & Tony Phelan               |
| 36         | 27        | Der Tod und das Mädchen     | Losing My Religion                            | 15. Mai 2006         | 27. Nov. 2006                          | Mark Tinker         | Shonda Rhimes                          |

## Staffel 3
Die Erstausstrahlung der dritten Staffel war vom 21. September 2006 bis zum 17. Mai 2007 auf dem US-amerikanischen Fernsehsender ABC zu sehen. Die deutschsprachige Erstausstrahlung sendete der Schweizer Free-TV-Sender SRF zwei vom 12. März bis zum 27. August 2007.
| Nr. (ges.) | Nr. (St.) | Deutscher Titel                      | Originaltitel                        | Erstausstrahlung USA | Deutschsprachige Erstausstrahlung (CH) | Regie               | Drehbuch                                |
| ---------- | --------- | ------------------------------------ | ------------------------------------ | -------------------- | -------------------------------------- | ------------------- | --------------------------------------- |
| 37         | 1         | Alle Zeit der Welt                   | Time Has Come Today                  | 21. Sep. 2006        | 12. März 2007                          | Dan Minahan         | Shonda Rhimes                           |
| 38         | 2         | Genug Muffins                        | I’m a Tree                           | 28. Sep. 2006        | 19. März 2007                          | Jeff Melman         | Krista Vernoff                          |
| 39         | 3         | Fantasie                             | Sometimes a Fantasy                  | 5. Okt. 2006         | 26. März 2007                          | Adam Arkin          | Debora Cahn                             |
| 40         | 4         | Man ist, was man ist                 | What I Am                            | 12. Okt. 2006        | 2. Apr. 2007                           | Dan Lerner          | Allan Heinberg                          |
| 41         | 5         | Schuldgefühle                        | Oh, the Guilt                        | 19. Okt. 2006        | 9. Apr. 2007                           | Jeff Melman         | Zoanne Clack, Tony Phelan & Joan Rater  |
| 42         | 6         | Von Schweinen und Hühnern            | Let the Angels Commit                | 2. Nov. 2006         | 16. Apr. 2007                          | Jessica Yu          | Stacy McKee                             |
| 43         | 7         | Unter Männern                        | Where the Boys Are                   | 9. Nov. 2006         | 23. Apr. 2007                          | Dan Minahan         | Mark Wilding                            |
| 44         | 8         | Der blinde Fleck                     | Staring at the Sun                   | 16. Nov. 2006        | 30. Apr. 2007                          | Jeff Melman         | Gabrielle Stanton & Harry Werksman, Jr. |
| 45         | 9         | Verrat                               | From a Whisper to a Scream           | 23. Nov. 2006        | 7. Mai 2007                            | Julie Anne Robinson | Kip Koenig                              |
| 46         | 10        | Die richtige Distanz                 | Don’t Stand So Close to Me           | 30. Nov. 2006        | 14. Mai 2007                           | Seith Mann          | Carolina Paiz                           |
| 47         | 11        | Das Vater-Syndrom                    | Six Days (Part 1)                    | 7. Jan. 2007         | 21. Mai 2007                           | Greg Yaitanes       | Krista Vernoff                          |
| 48         | 12        | Die große Stille                     | Six Days (Part 2)                    | 18. Jan. 2007        | 28. Mai 2007                           | Greg Yaitanes       | Krista Vernoff                          |
| 49         | 13        | Hohe Erwartungen                     | Great Expectations                   | 25. Jan. 2007        | 4. Juni 2007                           | Michael Grossman    | Eric Buchman                            |
| 50         | 14        | Toxisch                              | Wishin’ and Hopin'                   | 1. Feb. 2007         | 11. Juni 2007                          | Julie Anne          | Robinson Tony Phelan & Joan Rater       |
| 51         | 15        | Katastrophenalarm                    | Walk on Water                        | 8. Feb. 2007         | 18. Juni 2007                          | Rob Corn            | Shonda Rhimes                           |
| 52         | 16        | Verschwunden                         | Drowning on Dry Land                 | 15. Feb. 2007        | 25. Juni 2007                          | Rob Corn            | Shonda Rhimes                           |
| 53         | 17        | Tot                                  | Some Kind of Miracle                 | 22. Feb. 2007        | 2. Juli 2007                           | Adam Arkin          | Shonda Rhimes & Marti Noxon             |
| 54         | 18        | Alte Wunden                          | Scars and Souvenirs                  | 15. März 2007        | 9. Juli 2007                           | James Frawley       | Debora Cahn                             |
| 55         | 19        | Alles nach Plan                      | My favorite Mistake                  | 22. März 2007        | 16. Juli 2007                          | Tamra Davis         | Chris Van Dusen                         |
| 56         | 20        | Von der Vergangenheit eingeholt      | Time After Time                      | 19. Apr. 2007        | 23. Juli 2007                          | Christopher Misiano | Stacy McKee                             |
| 57         | 21        | Verlangen                            | Desire                               | 26. Apr. 2007        | 30. Juli 2007                          | Tom Verica          | Mark Wilding                            |
| 58         | 22        | Die andere Seite des Lebens – Teil 1 | The Other Side of This Life (Part 1) | 3. Mai 2007          | 6. Aug. 2007                           | Michael Grossman    | Shonda Rhimes                           |
| 59         | 23        | Die andere Seite des Lebens – Teil 2 | The Other Side of This Life (Part 2) | 3. Mai 2007          | 13. Aug. 2007                          | Michael Grossman    | Shonda Rhimes                           |
| 60         | 24        | Der Test                             | Testing 1-2-3                        | 10. Mai 2007         | 20. Aug. 2007                          | Christopher Misiano | Allan Heinberg                          |
| 61         | 25        | Fast am Ziel                         | Didn’t We Almost Have It All         | 17. Mai 2007         | 27. Aug. 2007                          | Rob Corn            | Tony Phelan & Joan Rater                |

## Staffel 4
Die Erstausstrahlung der vierten Staffel war vom 27. September 2007 bis zum 22. Mai 2008 auf dem US-amerikanischen Fernsehsender ABC zu sehen. Die deutschsprachige Erstausstrahlung sendete der Schweizer Free-TV-Sender SRF zwei vom 11. Februar bis zum 22. September 2008.
| Nr. (ges.) | Nr. (St.) | Deutscher Titel            | Originaltitel                          | Erstausstrahlung USA | Deutschsprachige Erstausstrahlung (CH) | Regie                         | Drehbuch                       |
| ---------- | --------- | -------------------------- | -------------------------------------- | -------------------- | -------------------------------------- | ----------------------------- | ------------------------------ |
| 62         | 1         | Bambi                      | A Change Is Gonna Come                 | 27. Sep. 2007        | 11. Feb. 2008                          | Rob Corn                      | Shonda Rhimes                  |
| 63         | 2         | Abhängig                   | Love/Addiction                         | 4. Okt. 2007         | 18. Feb. 2008                          | James Frawley                 | Debora Cahn                    |
| 64         | 3         | Die Wahrheit tut weh       | Let the Truth Sting                    | 11. Okt. 2007        | 25. Feb. 2008                          | Dan Minahan                   | Mark Wilding                   |
| 65         | 4         | High Noon                  | The Heart of the Matter                | 18. Okt. 2007        | 3. März 2008                           | Randy Zisk                    | Allan Heinberg                 |
| 66         | 5         | Asche zu Asche             | Haunt You Every Day                    | 25. Okt. 2007        | 10. März 2008                          | Bethany Rooney                | Krista Vernoff                 |
| 67         | 6         | Hardcore                   | Kung Fu Fighting                       | 1. Nov. 2007         | 17. März 2008                          | Tom Verica                    | Stacy McKee                    |
| 68         | 7         | Die richtige Chemie        | Physical Attraction, Chemical Reaction | 8. Nov. 2007         | 24. März 2008                          | Jeff Melman                   | Tony Phelan & Joan Rater       |
| 69         | 8         | Ewige Jugend               | Forever Young                          | 15. Nov. 2007        | 31. März 2008                          | Rob Corn                      | Mark Wilding                   |
| 70         | 9         | Ein schwarzer Tag          | Crash Into Me (Part 1)                 | 22. Nov. 2007        | 7. Apr. 2008                           | Michael Grossman & Jessica Yu | Shonda Rhimes & Krista Vernoff |
| 71         | 10        | Lebensretter               | Crash Into Me (Part 2)                 | 6. Dez. 2007         | 14. Apr. 2008                          | Jessica Yu                    | Shonda Rhimes & Krista Vernoff |
| 72         | 11        | Die Heilerin               | Lay Your Hands On Me                   | 10. Jan. 2008        | 21. Apr. 2008                          | John Terlesky                 | Allan Heinberg                 |
| 73         | 12        | Wo die wilden Kerle wohnen | Where the Wild Things Are              | 24. Apr. 2008        | 25. Aug. 2008                          | Rob Corn                      | Zoanne Clack                   |
| 74         | 13        | Ein Teil meines Herzens    | Piece of My Heart                      | 1. Mai 2008          | 1. Sep. 2008                           | Mark Tinker                   | Stacy McKee                    |
| 75         | 14        | Lernprozesse               | The Becoming                           | 8. Mai 2008          | 8. Sep. 2008                           | Julie Anne Robinson           | Tony Phelan & Joan Rater       |
| 76         | 15        | Das neue Kapitel           | Losing My Mind                         | 15. Mai 2008         | 15. Sep. 2008                          | James Frawley                 | Debora Cahn                    |
| 77         | 16        | Freiheit – Teil 1          | Freedom (Part 1)                       | 22. Mai 2008         | 22. Sep. 2008                          | Rob Corn                      | Shonda Rhimes                  |
| 78         | 17        | Freiheit – Teil 2          | Freedom (Part 2)                       | 22. Mai 2008         | 22. Sep. 2008                          | Rob Corn                      | Shonda Rhimes                  |

## Staffel 5
Die Erstausstrahlung der fünften Staffel war vom 25. September 2008 bis zum 14. Mai 2009 auf dem US-amerikanischen Fernsehsender ABC zu sehen. Die deutschsprachige Erstausstrahlung sendete der Schweizer Free-TV-Sender SRF zwei vom 12. Januar bis zum 31. August 2009.
| Nr. (ges.) | Nr. (St.) | Deutscher Titel           | Originaltitel                             | Erstausstrahlung USA | Deutschsprachige Erstausstrahlung (CH) | Regie               | Drehbuch                 |
| ---------- | --------- | ------------------------- | ----------------------------------------- | -------------------- | -------------------------------------- | ------------------- | ------------------------ |
| 79         | 1         | Es war einmal … – Teil 1  | Dream a Little Dream of Me (Part 1)       | 25. Sep. 2008        | 12. Jan. 2009                          | Rob Corn            | Shonda Rhimes            |
| 80         | 2         | Es war einmal … – Teil 2  | Dream a Little Dream of Me (Part 2)       | 25. Sep. 2008        | 19. Jan. 2009                          | Rob Corn            | Shonda Rhimes            |
| 81         | 3         | Die Flut                  | Here Comes the Flood                      | 9. Okt. 2008         | 26. Jan. 2009                          | Michael Pressman    | Krista Vernoff           |
| 82         | 4         | Schöne neue Welt          | Brave New World                           | 16. Okt. 2008        | 3. Feb. 2009                           | Eric Stoltz         | Debora Cahn              |
| 83         | 5         | Der Domino-Effekt         | There’s No "I" in Team                    | 23. Okt. 2008        | 10. Feb. 2009                          | Randy Zisk          | Jenna Bans               |
| 84         | 6         | Krieg und Frieden         | Life During Wartime                       | 30. Okt. 2008        | 16. Feb. 2009                          | James Frawley       | Mark Wilding             |
| 85         | 7         | Die Erscheinung           | Rise Up                                   | 6. Nov. 2008         | 23. Feb. 2009                          | Joanna Kerns        | William Harper           |
| 86         | 8         | Geister                   | These Ties That Bind                      | 13. Nov. 2008        | 2. März 2009                           | Eric Stoltz         | Stacy McKee              |
| 87         | 9         | Schlaflos                 | In the Midnight Hour                      | 20. Nov. 2008        | 9. März 2009                           | Tom Verica          | Tony Phelan & Joan Rater |
| 88         | 10        | Soloflug                  | All By Myself                             | 4. Dez. 2008         | 16. März 2009                          | Arlene Sanford      | Peter Nowalk             |
| 89         | 11        | Wünsch dir was            | Wish You Were Here                        | 8. Jan. 2009         | 23. März 2009                          | Rob Corn            | Debora Cahn              |
| 90         | 12        | Pakt mit dem Teufel       | Sympathy for the Devil                    | 15. Jan. 2009        | 8. Juni 2009                           | Jeannot Szwarc      | Jenna Bans               |
| 91         | 13        | Zwischen Himmel und Hölle | Stairway to Heaven                        | 22. Jan. 2009        | 15. Juni 2009                          | Allison Liddi-Brown | Mark Wilding             |
| 92         | 14        | Herzrasen                 | Beat Your Heart Out                       | 29. Jan. 2009        | 22. Juni 2009                          | Julie Anne Robinson | William Harper           |
| 93         | 15        | Davor und Danach          | Before and After                          | 12. Feb. 2009        | 6. Juli 2009                           | Dan Attias          | Tony Phelan & Joan Rater |
| 94         | 16        | Götter in Weiß            | An Honest Mistake                         | 19. Feb. 2009        | 13. Juli 2009                          | Randy Zisk          | Peter Nowalk             |
| 95         | 17        | Patientin X               | I Will Follow You Into the Dark           | 12. März 2009        | 20. Juli 2009                          | Rob Corn            | Jenna Bans               |
| 96         | 18        | Der Mann im Wald          | Stand By Me                               | 19. März 2009        | 27. Juli 2009                          | Jessica Yu          | Zoanne Clack             |
| 97         | 19        | Liebesbrief im Aufzug     | Elevator Love Letter                      | 26. März 2009        | 3. Aug. 2009                           | Ed Ornelas          | Stacy McKee              |
| 98         | 20        | Die Hochzeitsplanerin     | Sweet Surrender                           | 23. Apr. 2009        | 3. Aug. 2009                           | Tony Phelan         | Sonay Washington         |
| 99         | 21        | Nur drei Worte            | No Good at Saying Sorry (One More Chance) | 30. Apr. 2009        | 10. Aug. 2009                          | Tom Verica          | Krista Vernoff           |
| 100        | 22        | Der schönste Tag im Leben | What a Difference a Day Makes             | 30. Apr. 2009        | 10. Aug. 2009                          | Rob Corn            | Shonda Rhimes            |
| 101        | 23        | Auf die Zukunft           | Here’s to Future Days                     | 14. Mai 2009         | 24. Aug. 2009                          | Bill D’Elia         | Allan Heinberg           |
| 102        | 24        | Jetzt oder nie            | Now or Never                              | 14. Mai 2009         | 31. Aug. 2009                          | Rob Corn            | Debora Cahn              |

## Staffel 6
Die Erstausstrahlung der sechsten Staffel war vom 24. September 2009 bis zum 20. Mai 2010 auf dem US-amerikanischen Fernsehsender ABC zu sehen. Die deutschsprachige Erstausstrahlung sendet der Schweizer Free-TV-Sender SRF zwei vom 15. März bis zum 30. August 2010.
| Nr. (ges.) | Nr. (St.) | Deutscher Titel                    | Originaltitel                               | Erstausstrahlung USA | Deutschsprachige Erstausstrahlung (CH) | Regie               | Drehbuch                    |
| ---------- | --------- | ---------------------------------- | ------------------------------------------- | -------------------- | -------------------------------------- | ------------------- | --------------------------- |
| 103        | 1         | 40 Tage – Teil 1                   | Good Mourning                               | 24. Sep. 2009        | 15. März 2010                          | Ed Ornelas          | Krista Vernoff              |
| 104        | 2         | 40 Tage – Teil 2                   | Goodbye                                     | 24. Sep. 2009        | 15. März 2010                          | Bill D’Elia         | Krista Vernoff              |
| 105        | 3         | Paranoia                           | I Always Feel like Somebody’s Watchin’ Me   | 1. Okt. 2009         | 22. März 2010                          | Michael Pressman    | Tony Phelan & Joan Rater    |
| 106        | 4         | Die verdammten Verpflichtungen     | Tainted Obligation                          | 8. Okt. 2009         | 29. März 2010                          | Tom Verica          | Jenna Bans                  |
| 107        | 5         | Die Invasion                       | Invasion                                    | 15. Okt. 2009        | 5. Apr. 2010                           | Tony Phelan         | Mark Wilding                |
| 108        | 6         | Ein einfacher Fehler               | I Saw What I Saw                            | 22. Okt. 2009        | 12. Apr. 2010                          | Allison Liddi-Brown | William Harper              |
| 109        | 7         | Ein Moment des Friedens            | Give Peace a Chance                         | 29. Okt. 2009        | 19. Apr. 2010                          | Chandra Wilson      | Peter Nowalk                |
| 110        | 8         | Das Geschenk                       | Invest in Love                              | 5. Nov. 2009         | 26. Apr. 2010                          | Jessica Yu          | Stacy McKee                 |
| 111        | 9         | Die neue Gegenwart                 | New History                                 | 12. Nov. 2009        | 4. Mai 2010                            | Rob Corn            | Allan Heinberg              |
| 112        | 10        | Feiertagsblues                     | Holidaze                                    | 19. Nov. 2009        | 11. Mai 2010                           | Robert Berlinger    | Krista Vernoff              |
| 113        | 11        | Die Entscheidung                   | Blink                                       | 14. Jan. 2010        | 17. Mai 2010                           | Randy Zisk          | Debora Cahn                 |
| 114        | 12        | Die Entweder-Oder-Falle            | I Like You So Much Better When You’re Naked | 21. Jan. 2010        | 24. Mai 2010                           | Donna Deitch        | Tony Phelan & Joan Rater    |
| 115        | 13        | Schweres Erbe                      | State of Love and Trust                     | 4. Feb. 2010         | 31. Mai 2010                           | Jeannot Szwarc      | Stacy McKee                 |
| 116        | 14        | Katastrophe am Valentinstag        | Valentine’s Day Massacre                    | 11. Feb. 2010        | 7. Juni 2010                           | Stephen Cragg       | William Harper              |
| 117        | 15        | Die Zeitschleife                   | Time Warp                                   | 18. Feb. 2010        | 5. Juli 2010                           | Rob Corn            | Zoanne Clack                |
| 118        | 16        | Perfekte kleine Zufälle            | Perfect Little Accident                     | 4. März 2010         | 12. Juli 2010                          | Bill D’Elia         | Peter Nowalk                |
| 119        | 17        | Bergsteiger                        | Push                                        | 11. März 2010        | 19. Juli 2010                          | Chandra Wilson      | Debora Cahn                 |
| 120        | 18        | Sterben ist nicht leicht           | Suicide Is Painless                         | 25. März 2010        | 26. Juli 2010                          | Jeannot Szwarc      | Tony Phelan & Joan Rater    |
| 121        | 19        | Familienplanung                    | Sympathy for the Parents                    | 1. Apr. 2010         | 2. Aug. 2010                           | Debbie Allen        | Allan Heinberg              |
| 122        | 20        | Ein dicker Fisch am Haken          | Hook, Line and Sinner                       | 29. Apr. 2010        | 9. Aug. 2010                           | Tony Phelan         | Meg Marinis                 |
| 123        | 21        | Sensibilität                       | How Insensitive                             | 6. Mai 2010          | 16. Aug. 2010                          | Tom Verica          | William Harper              |
| 124        | 22        | Der Traum vom Glück                | Shiny Happy People                          | 13. Mai 2010         | 23. Aug. 2010                          | Ed Ornelas          | Zoanne Clack & Peter Nowalk |
| 125        | 23        | Der Tod und seine Freunde – Teil 1 | Sanctuary                                   | 20. Mai 2010         | 30. Aug. 2010                          | Stephen Cragg       | Shonda Rhimes               |
| 126        | 24        | Der Tod und seine Freunde – Teil 2 | Death and All His Friends                   | 20. Mai 2010         | 30. Aug. 2010                          | Rob Corn            | Shonda Rhimes               |

## Staffel 7
Die Erstausstrahlung der siebten Staffel war vom 23. September 2010 bis zum 19. Mai 2011 auf dem US-amerikanischen Fernsehsender ABC zu sehen. Die deutschsprachige Erstausstrahlung sendete der Schweizer Free-TV-Sender SRF zwei vom 28. März bis zum 15. August 2011.
| Nr. (ges.) | Nr. (St.) | Deutscher Titel          | Originaltitel                      | Erstausstrahlung USA | Deutschsprachige Erstausstrahlung (D/CH) | Regie               | Drehbuch                 |
| ---------- | --------- | ------------------------ | ---------------------------------- | -------------------- | ---------------------------------------- | ------------------- | ------------------------ |
| 127        | 1         | Neugeboren               | With You I’m Born Again            | 23. Sep. 2010        | 28. März 2011                            | Rob Corn            | Krista Vernoff           |
| 128        | 2         | Vom Blitz getroffen      | Shock to the System                | 30. Sep. 2010        | 28. März 2011                            | Tom Verica          | William Harper           |
| 129        | 3         | Freaks                   | Superfreak                         | 7. Okt. 2010         | 4. Apr. 2011                             | Michael Pressman    | Mark Wilding             |
| 130        | 4         | Verrückt ist relativ     | Can’t Fight Biology                | 14. Okt. 2010        | 11. Apr. 2011                            | Ed Ornelas          | Peter Nowalk             |
| 131        | 5         | Fast erwachsen           | Almost Grown                       | 21. Okt. 2010        | 18. Apr. 2011                            | Chandra Wilson      | Brian Tanen              |
| 132        | 6         | Seattle Medical          | These Arms of Mine                 | 28. Okt. 2010        | 25. Apr. 2011                            | Stephen Cragg       | Stacy McKee              |
| 133        | 7         | Loslassen                | That’s Me Trying                   | 4. Nov. 2010         | 2. Mai 2011                              | Tony Phelan         | Austin Guzman            |
| 134        | 8         | Druck                    | Something’s Gotta Give             | 11. Nov. 2010        | 9. Mai 2011                              | Jeannot Szwarc      | William Harper           |
| 135        | 9         | Nachtschicht             | Slow Night, So Long                | 18. Nov. 2010        | 16. Mai 2011                             | Rob Bailey          | Zoanne Clack             |
| 136        | 10        | Heilung                  | Adrift and at Peace                | 2. Dez. 2010         | 23. Mai 2011                             | Allison Liddi-Brown | Tony Phelan & Joan Rater |
| 137        | 11        | Rückkehr                 | Disarm                             | 6. Jan. 2011         | 30. Mai 2011                             | Debbie Allen        | Krista Vernoff           |
| 138        | 12        | Vergebung                | Start Me Up                        | 13. Jan. 2011        | 6. Juni 2011                             | Mark Jackson        | Natalie Krinsky          |
| 139        | 13        | Täuschung                | Don’t Deceive Me (Please Don’t Go) | 3. Feb. 2011         | 13. Juni 2011                            | Kevin McKidd        | Mark Wilding             |
| 140        | 14        | Die neue Freundin        | P.Y.T. (Pretty Young Thing)        | 10. Feb. 2011        | 20. Juni 2011                            | Steve Robin         | Austin Guzman            |
| 141        | 15        | Die goldene Stunde       | Golden Hour                        | 17. Feb. 2011        | 27. Juni 2011                            | Rob Corn            | Stacy McKee              |
| 142        | 16        | Verantwortungslos        | Not Responsible                    | 24. Feb. 2011        | 4. Juli 2011                             | Debbie Allen        | Debora Cahn              |
| 143        | 17        | Gegen die Regeln         | This Is How We Do It               | 24. März 2011        | 11. Juli 2011                            | Ed Ornelas          | Peter Nowalk             |
| 144        | 18        | Der Song hinter dem Song | Song Beneath the Song              | 31. März 2011        | 18. Juli 2011                            | Tony Phelan         | Shonda Rhimes            |
| 145        | 19        | Ein langer Weg zurück    | It’s a Long Way Back               | 28. Apr. 2011        | 25. Juli 2011                            | Steve Robin         | William Harper           |
| 146        | 20        | Weiße Hochzeit           | White Wedding                      | 5. Mai 2011          | 1. Aug. 2011                             | Chandra Wilson      | Stacy McKee              |
| 147        | 21        | Überlebenskampf          | I Will Survive                     | 12. Mai 2011         | 8. Aug. 2011                             | Tom Verica          | Zoanne Clack             |
| 148        | 22        | Absturz                  | Unaccompanied Minor                | 19. Mai 2011         | 15. Aug. 2011                            | Rob Corn            | Debora Cahn              |

## Staffel 8
Die Erstausstrahlung der achten Staffel war vom 22. September 2011 bis zum 17. Mai 2012 auf dem US-amerikanischen Sender ABC zu sehen. Die deutschsprachige Erstausstrahlung sendete der Schweizer Free-TV-Sender SRF zwei vom 26. März bis zum 12. November 2012.
| Nr. (ges.) | Nr. (St.) | Deutscher Titel                 | Originaltitel            | Erstausstrahlung USA | Deutschsprachige Erstausstrahlung (CH) | Regie               | Drehbuch                  | Zuschauer (USA) |
| ---------- | --------- | ------------------------------- | ------------------------ | -------------------- | -------------------------------------- | ------------------- | ------------------------- | --------------- |
| 149        | 1         | Im freien Fall                  | Free Falling             | 22. Sep. 2011        | 26. März 2012                          | Rob Corn            | Tony Phelan & Joan Rater  | 10,38 Mio.      |
| 150        | 2         | Kurzschlussentscheidung         | She’s Gone               | 22. Sep. 2011        | 2. Apr. 2012                           | Tony Phelan         | Debora Cahn               | 10,38 Mio.      |
| 151        | 3         | Führungskrise                   | Take the Lead            | 29. Sep. 2011        | 9. Apr. 2012                           | Chandra Wilson      | William Harper            | 10,20 Mio.      |
| 152        | 4         | Was macht Männer aus?           | What Is It About Men     | 6. Okt. 2011         | 16. Apr. 2012                          | Tom Verica          | Stacy McKee               | 8,70 Mio.       |
| 153        | 5         | Liebe, Erbe und Verlust         | Love, Loss and Legacy    | 13. Okt. 2011        | 23. Apr. 2012                          | Stephen Cragg       | Denise Hahn               | 9,97 Mio.       |
| 154        | 6         | Pokerface                       | Poker Face               | 20. Okt. 2011        | 30. Apr. 2012                          | Kevin McKidd        | Peter Nowalk              | 9,54 Mio.       |
| 155        | 7         | Hoffnung                        | Put Me In, Coach         | 27. Okt. 2011        | 7. Mai 2012                            | Debbie Allen        | Jeannine Renshaw          | 9,93 Mio.       |
| 156        | 8         | Das Herz im Kasten              | Heart-Shaped Box         | 3. Nov. 2011         | 14. Mai 2012                           | Jessica Yu          | Austin Guzman             | 9,52 Mio.       |
| 157        | 9         | Dunkel war die Nacht            | Dark Was the Night       | 10. Nov. 2011        | 21. Mai 2012                           | Allison Liddi-Brown | Debora Cahn               | 11,29 Mio.      |
| 158        | 10        | Ohne Vorwarnung                 | Suddenly                 | 5. Jan. 2012         | 28. Mai 2012                           | Ron Underwood       | Stacy McKee               | 12,12 Mio.      |
| 159        | 11        | Der magische Moment             | This Magic Moment        | 12. Jan. 2012        | 4. Juni 2012                           | Steve Robin         | Zoanne Clack              | 10,71 Mio.      |
| 160        | 12        | Hoffnung für die Hoffnungslosen | Hope for the Hopeless    | 19. Jan. 2012        | 25. Juni 2012                          | Mark Jackson        | Peter Nowalk              | 9,42 Mio.       |
| 161        | 13        | Was wäre, wenn …?               | If/Then                  | 2. Feb. 2012         | 2. Juli 2012                           | Jeannot Szwarc      | William Harper            | 9,71 Mio.       |
| 162        | 14        | Was zählt ist die Liebe         | All You Need Is Love     | 9. Feb. 2012         | 9. Juli 2012                           | Rob Corn            | Jeannine Renshaw          | 10,27 Mio.      |
| 163        | 15        | Richtungswechsel                | Have You Seen Me Lately? | 16. Feb. 2012        | 16. Juli 2012                          | Tony Phelan         | Austin Guzman             | 8,31 Mio.       |
| 164        | 16        | Einsamkeit                      | If Only You Were Lonely  | 23. Feb. 2012        | 23. Juli 2012                          | Susan Vaill         | Matt Byrne                | 9,06 Mio.       |
| 165        | 17        | Ein Schritt zu weit             | One Step Too Far         | 15. März 2012        | 13. Aug. 2012                          | Ed Ornelas          | William Harper            | 9,62 Mio.       |
| 166        | 18        | Begegnung mit einem Löwen       | The Lion Sleeps Tonight  | 5. Apr. 2012         | 1. Okt. 2012                           | Mark Jackson        | Stacy McKee               | 8,19 Mio.       |
| 167        | 19        | Wahrheit tut weh                | Support System           | 12. Apr. 2012        | 8. Okt. 2012                           | Allison Liddi-Brown | Heather Mitchell          | 8,85 Mio.       |
| 168        | 20        | Das namenlose Mädchen           | The Girl with No Name    | 19. Apr. 2012        | 15. Okt. 2012                          | Ron Underwood       | Peter Nowalk              | 9,82 Mio.       |
| 169        | 21        | Der große Tag                   | Moment of Truth          | 26. Apr. 2012        | 22. Okt. 2012                          | Chandra Wilson      | Zakiyyah Alexander        | 9,45 Mio.       |
| 170        | 22        | Carpe Diem                      | Let the Bad Times Roll   | 3. Mai 2012          | 29. Okt. 2012                          | Kevin McKidd        | Matt Byrne                | 9,24 Mio.       |
| 171        | 23        | Der große Abflug                | Migration                | 10. Mai 2012         | 5. Nov. 2012                           | Stephen Cragg       | Mark Wilding & Jenna Bans | 9,82 Mio.       |
| 172        | 24        | Der Flug                        | Flight                   | 17. Mai 2012         | 12. Nov. 2012                          | Rob Corn            | Shonda Rhimes             | 11,44 Mio.      |

## Staffel 9
Die Erstausstrahlung der neunten Staffel war vom 27. September 2012 bis zum 16. Mai 2013 auf dem US-amerikanischen Sender ABC zu sehen. Die deutschsprachige Erstausstrahlung sendete der Schweizer Free-TV-Sender SRF zwei vom 7. Januar bis zum 21. Oktober 2013.
| Nr. (ges.) | Nr. (St.) | Deutscher Titel                      | Originaltitel                       | Erstausstrahlung USA | Deutschsprachige Erstausstrahlung (CH) | Regie               | Drehbuch         | Zuschauer (USA) |
| ---------- | --------- | ------------------------------------ | ----------------------------------- | -------------------- | -------------------------------------- | ------------------- | ---------------- | --------------- |
| 173        | 1         | Der 30. Tag                          | Going, Going, Gone                  | 27. Sep. 2012        | 7. Jan. 2013                           | Rob Corn            | Stacy McKee      | 11,73 Mio.      |
| 174        | 2         | Weißt du noch, wie es war?           | Remember the Time                   | 4. Okt. 2012         | 14. Jan. 2013                          | Tony Phelan         | William Harper   | 10,84 Mio.      |
| 175        | 3         | Liebe die deinen                     | Love the One You’re With            | 18. Okt. 2012        | 21. Jan. 2013                          | Debbie Allen        | Zoanne Clack     | 9,69 Mio.       |
| 176        | 4         | Versteckspiel                        | I Saw Her Standing There            | 25. Okt. 2012        | 28. Jan. 2013                          | Kevin McKidd        | Austin Guzman    | 8,76 Mio.       |
| 177        | 5         | Große Schritte                       | Beautiful Doom                      | 8. Nov. 2012         | 4. Feb. 2013                           | Stephen Cragg       | Jeannine Renshaw | 9,26 Mio.       |
| 178        | 6         | Eine zweite Meinung                  | Second Opinion                      | 15. Nov. 2012        | 11. Feb. 2013                          | Chandra Wilson      | William Harper   | 8,84 Mio.       |
| 179        | 7         | Für immer Dein                       | I Was Made for Lovin’ You           | 29. Nov. 2012        | 18. Feb. 2013                          | Laura Innes         | Peter Nowalk     | 8,95 Mio.       |
| 180        | 8         | Wohin die Liebe führt                | Love Turns You Upside Down          | 6. Dez. 2012         | 25. Feb. 2013                          | Mark Jackson        | Stacy McKee      | 9,10 Mio.       |
| 181        | 9         | Trau Dich!                           | Run, Baby, Run                      | 13. Dez. 2012        | 4. März 2013                           | Rob Corn            | Debora Cahn      | 8,17 Mio.       |
| 182        | 10        | Der Kreis schließt sich              | Things We Said Today                | 10. Jan. 2013        | 11. März 2013                          | Ron Underwood       | Austin Guzman    | 9,34 Mio.       |
| 183        | 11        | Das Ende ist der Anfang ist das Ende | The End Is the Beginning Is the End | 17. Jan. 2013        | 18. März 2013                          | Cherie Nowlan       | Joan Rater       | 8,80 Mio.       |
| 184        | 12        | Phantomschmerz                       | Walking on a Dream                  | 24. Jan. 2013        | 25. März 2013                          | Rob Hardy           | Tia Napolitano   | 9,01 Mio.       |
| 185        | 13        | Böses Blut                           | Bad Blood                           | 31. Jan. 2013        | 1. Apr. 2013                           | Steve Robin         | Jeannine Renshaw | 8,93 Mio.       |
| 186        | 14        | Pegasus                              | The Face of Change                  | 7. Feb. 2013         | 8. Apr. 2013                           | Rob Greenlea        | Stacy McKee      | 8,91 Mio.       |
| 187        | 15        | Harte Bandagen                       | Hard Bargain                        | 14. Feb. 2013        | 19. Aug. 2013                          | Tony Phelan         | Phil Harper      | 8,57 Mio.       |
| 188        | 16        | Darum kämpfen wir                    | This Is Why We Fight                | 21. Feb. 2013        | 26. Aug. 2013                          | Jeannot Szwarc      | Austin Guzman    | 8,75 Mio.       |
| 189        | 17        | Transplantationschaos                | Transplant Wasteland                | 14. März 2013        | 2. Sep. 2013                           | Chandra Wilson      | Zoanne Clack     | 8,20 Mio.       |
| 190        | 18        | Der Lodox                            | Idle Hands                          | 21. März 2013        | 9. Sep. 2013                           | David L. Cunningham | Gabriel Llanas   | 9,39 Mio.       |
| 191        | 19        | Folge deinem Instinkt!               | Can’t Fight This Feeling            | 28. März 2013        | 16. Sep. 2013                          | Mark Jackson        | Meg Marinis      | 9,02 Mio.       |
| 192        | 20        | Die nackte Wahrheit                  | She’s Killing Me                    | 4. Apr. 2013         | 23. Sep. 2013                          | Nicole Rubio        | Debora Cahn      | 8,58 Mio.       |
| 193        | 21        | Das schlafende Monster               | Sleeping Monster                    | 25. Apr. 2013        | 30. Sep. 2013                          | Bobby Roth          | Browyn Garrity   | 8,24 Mio.       |
| 194        | 22        | Zauber und Magie                     | Do You Believe in Magic             | 2. Mai 2013          | 7. Okt. 2013                           | Kevin McKidd        | Dan Bucatinsky   | 8,87 Mio.       |
| 195        | 23        | Vorbereitung auf den Sturm           | Readiness Is All                    | 9. Mai 2013          | 14. Okt. 2013                          | Tony Phelan         | Bill Harper      | 8,97 Mio.       |
| 196        | 24        | Der Sturm                            | Perfect Storm                       | 16. Mai 2013         | 21. Okt. 2013                          | Rob Corn            | Stacy McKee      | 8,99 Mio.       |

## Staffel 10
Die Erstausstrahlung der zehnten Staffel war vom 26. September 2013 bis zum 15. Mai 2014 auf dem US-amerikanischen Sender ABC zu sehen. Die deutschsprachige Erstausstrahlung der ersten vier Episoden sendete Schweizer Free-TV-Sender SRF zwei vom 27. Januar bis zum 3. Februar 2014. Die fünfte Episode (Zurechtweisungen) strahlte der österreichische Sender ORF eins am 17. Februar 2014 erstmals aus. Von da an zeigten beide Sender die restlichen Episoden am selben Tag bis zum 29. September 2014.
| Nr. (ges.) | Nr. (St.) | Deutscher Titel        | Originaltitel                                           | Erstausstrahlung USA | Deutschsprachige Erstausstrahlung (CH/A) | Regie           | Drehbuch                 | Zuschauer (USA) |
| ---------- | --------- | ---------------------- | ------------------------------------------------------- | -------------------- | ---------------------------------------- | --------------- | ------------------------ | --------------- |
| 197        | 1         | Schicksalsfragen       | Seal Our Fate                                           | 26. Sep. 2013        | 27. Jan. 2014                            | Rob Corn        | Joan Rater               | 9,27 Mio.       |
| 198        | 2         | Steh zu mir!           | I Want You with Me                                      | 26. Sep. 2013        | 27. Jan. 2014                            | Chandra Wilson  | Debora Cahn              | 9,27 Mio.       |
| 199        | 3         | Tu, was nötig ist!     | Everybody’s Crying Mercy                                | 3. Okt. 2013         | 3. Feb. 2014                             | Tony Phelan     | Tia Napolitano           | 9,60 Mio.       |
| 200        | 4         | Benefizgala            | Puttin’ on the Ritz                                     | 10. Okt. 2013        | 3. Feb. 2014                             | Rob Corn        | Austin Guzman            | 8,79 Mio.       |
| 201        | 5         | Zurechtweisungen       | I Bet It Stung                                          | 17. Okt. 2013        | 17. Feb. 2014                            | Mark Jackson    | Jeannine Renshaw         | 8,78 Mio.       |
| 202        | 6         | Was uns ausmacht       | Map of You                                              | 24. Okt. 2013        | 24. Feb. 2014                            | David Greenspan | William Harper           | 8,73 Mio.       |
| 203        | 7         | Nervenkitzel           | Thriller                                                | 31. Okt. 2013        | 3. März 2014                             | Cherie Nowlan   | Gabriel Llanas           | 8,94 Mio.       |
| 204        | 8         | Zwei gegen einen       | Two Against One                                         | 7. Nov. 2013         | 3. März 2014                             | Kevin McKidd    | Meg Marinis              | 8,68 Mio.       |
| 205        | 9         | Entschuldigungen       | Sorry Seems to Be the Hardest Word                      | 14. Nov. 2013        | 10. März 2014                            | Jeannot Szwarc  | Stacy McKee              | 8,56 Mio.       |
| 206        | 10        | Klare Worte            | Somebody That I Used to Know                            | 21. Nov. 2013        | 10. März 2014                            | Debbie Allen    | Debora Cahn              | 8,61 Mio.       |
| 207        | 11        | Pioniere               | Man on the Moon                                         | 5. Dez. 2013         | 17. März 2014                            | Bobby Roth      | Elizabeth J. B. Klaviter | 7,02 Mio.       |
| 208        | 12        | Aprils großer Tag      | Get Up, Stand Up                                        | 12. Dez. 2013        | 17. März 2014                            | Tony Phelan     | William Harper           | 8,36 Mio.       |
| 209        | 13        | Umbrüche               | Take It Back                                            | 27. Feb. 2014        | 18. Aug. 2014                            | Rob Corn        | Austin Guzman            | 9,42 Mio.       |
| 210        | 14        | Heimlichtuereien       | You Got to Hide Your Love Away                          | 6. März 2014         | 18. Aug. 2014                            | Ron Underwood   | Tia Napolitano           | 8,21 Mio.       |
| 211        | 15        | Was wir entsorgen      | Throwing It All Away                                    | 13. März 2014        | 25. Aug. 2014                            | Chris Hayde     | Joan Rater               | 7,36 Mio.       |
| 212        | 16        | Standpauke             | We Gotta Get Out of This Place                          | 20. März 2014        | 25. Aug. 2014                            | Susan Vaill     | Jeannine Renshaw         | 8,09 Mio.       |
| 213        | 17        | Weißt du, wer du bist? | Do You Know?                                            | 27. März 2014        | 1. Sep. 2014                             | Chandra Wilson  | Stacy McKee              | 8,42 Mio.       |
| 214        | 18        | Knockout               | You Be Illin’                                           | 3. Apr. 2014         | 1. Sep. 2014                             | Nicole Cummins  | Zoanne Clack             | 8,29 Mio.       |
| 215        | 19        | Der Harper Avery Award | I’m Winning                                             | 10. Apr. 2014        | 15. Sep. 2014                            | Kevin McKidd    | Joan Rater               | 8,18 Mio.       |
| 216        | 20        | Soloauftritt           | Go It Alone                                             | 17. Apr. 2014        | 15. Sep. 2014                            | Mark Jackson    | Lauren Barnett           | 8,45 Mio.       |
| 217        | 21        | Sinneswandel           | Change of Heart                                         | 24. Apr. 2014        | 22. Sep. 2014                            | Rob Greenlea    | Meg Marinis              | 7,99 Mio.       |
| 218        | 22        | Verlockung             | We Are Never Getting Back Together                      | 1. Mai 2014          | 22. Sep. 2014                            | Rob Corn        | Joan Rater               | 8,81 Mio.       |
| 219        | 23        | Fehlversuche           | Everything I Try to Do, Nothing Seems to Turn Out Right | 8. Mai 2014          | 29. Sep. 2014                            | Bill D’Elia     | Austin Guzman            | 7,95 Mio.       |
| 220        | 24        | Abschied               | Fear (of the Unknown)                                   | 15. Mai 2014         | 29. Sep. 2014                            | Tony Phelan     | William Harper           | 8,92 Mio.       |

## Staffel 11
Die Erstausstrahlung der elften Staffel war vom 25. September 2014 bis zum 14. Mai 2015 auf dem US-amerikanischen Sender ABC zu sehen. Die deutschsprachige Erstausstrahlung der ersten 19 Episoden sendet der Schweizer Free-TV-Sender SRF zwei seit dem 19. Januar bis zum 28. September 2015. Die restlichen Episoden wurden vom 3. bis zum 17. Oktober 2015 beim deutschen Pay-TV-Sender ProSieben Fun erstausgestrahlt.
| Nr. (ges.) | Nr. (St.) | Deutscher Titel               | Originaltitel                   | Erstausstrahlung USA | Deutschsprachige Erstausstrahlung (CH/D) | Regie           | Drehbuch                 | Zuschauer (USA) |
| ---------- | --------- | ----------------------------- | ------------------------------- | -------------------- | ---------------------------------------- | --------------- | ------------------------ | --------------- |
| 221        | 1         | Im Wind verloren              | I Must Have Lost It on the Wind | 25. Sep. 2014        | 19. Jan. 2015                            | Kevin McKidd    | Stacy McKee              | 9,81 Mio.       |
| 222        | 2         | Das fehlende Puzzleteil       | Puzzle with a Piece Missing     | 2. Okt. 2014         | 26. Jan. 2015                            | Rob Corn        | William Harper           | 9,15 Mio.       |
| 223        | 3         | Irrtum ausgeschlossen         | Got to Be Real                  | 9. Okt. 2014         | 2. Feb. 2015                             | Rob Corn        | Zoanne Clack             | 8,48 Mio.       |
| 224        | 4         | Ellis Grey                    | Only Mama Knows                 | 16. Okt. 2014        | 9. Feb. 2015                             | Nicole Cummins  | Mark Driscoll            | 8,43 Mio.       |
| 225        | 5         | Auszeit                       | Bend & Break                    | 23. Okt. 2014        | 16. Feb. 2015                            | Jesse Bochco    | Meg Marinis              | 8,62 Mio.       |
| 226        | 6         | Familienzusammenführung       | Don’t Let’s Start               | 6. Nov. 2014         | 23. Feb. 2015                            | Rob Greenlea    | Austin Guzman            | 8,08 Mio.       |
| 227        | 7         | Noch mal von vorne, bitte     | Could We Start Again, Please?   | 13. Nov. 2014        | 2. März 2015                             | Bobby Roth      | Andy Reaser              | 8,36 Mio.       |
| 228        | 8         | Risiko                        | Risk                            | 20. Nov. 2014        | 9. März 2015                             | Rob Corn        | William Harper           | 8,33 Mio.       |
| 229        | 9         | Schockzustand                 | Where Do We Go From Here        | 29. Jan. 2015        | 16. März 2015                            | Debbie Allen    | Meg Marinis              | 8,71 Mio.       |
| 230        | 10        | Der letzte Einsiedler         | The Bed’s Too Big Without You   | 5. Feb. 2015         | 23. März 2015                            | Chandra Wilson  | Tia Napolitano           | 7,98 Mio.       |
| 231        | 11        | Höllenqualen                  | All I Could Do Was Cry          | 12. Feb. 2015        | 30. März 2015                            | Ron Underwood   | Elizabeth J.B. Klaviter  | 7,81 Mio.       |
| 232        | 12        | Täuschungsmanöver             | The Great Pretender             | 19. Feb. 2015        | 13. Apr. 2015                            | Jeannot Szwarc  | Mark Driscoll            | 8,13 Mio.       |
| 233        | 13        | Das Ende vor Augen            | Staring at the End              | 26. Feb. 2015        | 24. Aug. 2015                            | Mark Jackson    | Stacy McKee              | 7,56 Mio.       |
| 234        | 14        | Superhelden                   | The Distance                    | 5. März 2015         | 24. Aug. 2015                            | Eric Laneuville | Austin Guzman            | 8,09 Mio.       |
| 235        | 15        | Erdbeben                      | I Feel the Earth Move           | 12. März 2015        | 31. Aug. 2015                            | Thomas Wright   | Jen Klein                | 7,40 Mio.       |
| 236        | 16        | Hirngespinste                 | Don’t Dream It’s Over           | 19. März 2015        | 31. Aug. 2015                            | Susan Vaill     | Andy Reaser              | 7,73 Mio.       |
| 237        | 17        | Mit Dir oder Ohne Dich        | With or Without You             | 26. März 2015        | 14. Sep. 2015                            | Chandra Wilson  | Elisabeth R. Finch       | 8,18 Mio.       |
| 238        | 18        | Zukunftswünsche               | When I Grow Up                  | 2. Apr. 2015         | 21. Sep. 2015                            | Zetna Fuentes   | Tia Napolitano           | 6,64 Mio.       |
| 239        | 19        | Liebeswahnsinn                | Crazy Love                      | 9. Apr. 2015         | 28. Sep. 2015                            | Paul McCrane    | Elizabeth J. B. Klaviter | 7,42 Mio.       |
| 240        | 20        | Last der Erinnerung           | One Flight Down                 | 16. Apr. 2015        | 3. Okt. 2015                             | David Greenspan | Austin Guzman            | 7,60 Mio.       |
| 241        | 21        | Ein hoher Preis               | How to Save a Life              | 23. Apr. 2015        | 10. Okt. 2015                            | Rob Hardy       | Shonda Rhimes            | 9,55 Mio.       |
| 242        | 22        | Spurlos verschwunden          | She’s Leaving Home – Part 1     | 30. Apr. 2015        | 10. Okt. 2015                            | Chris Hayden    | Stacy McKee              | 8,74 Mio.       |
| 243        | 23        | Spurlos verschwunden          | She’s Leaving Home – Part 2     | 30. Apr. 2015        | 10. Okt. 2015                            | Chris Hayden    | Stacy McKee              | 8,74 Mio.       |
| 244        | 24        | Die Zeit steht still – Teil 1 | Time Stops                      | 7. Mai 2015          | 17. Okt. 2015                            | Kevin McKidd    | Meg Marinis              | 7,74 Mio.       |
| 245        | 25        | Die Zeit steht still – Teil 2 | You’re My Home                  | 14. Mai 2015         | 17. Okt. 2015                            | Rob Corn        | William Harper           | 8,33 Mio.       |

## Staffel 12
Die Erstausstrahlung der zwölften Staffel war vom 24. September 2015 bis zum 19. Mai 2016 auf dem US-amerikanischen Sender ABC zu sehen. Die deutschsprachige Erstausstrahlung der ersten 8 Episoden sendete der Schweizer Free-TV-Sender SRF zwei vom 7. März bis zum 25. April 2016. Die Episoden 9 bis 13 wurden am 2. und 9. Mai 2016 vom österreichischen Free-TV-Sender ORF eins erstausgestrahlt. Die restlichen Episoden wurden ab dem 6. Juni 2016 wieder erstmals von SRF zwei gezeigt.
| Nr. (ges.) | Nr. (St.) | Deutscher Titel                     | Originaltitel                          | Erstausstrahlung USA | Deutschsprachige Erstausstrahlung (CH/A) | Regie                | Drehbuch                | Zuschauer (USA) |
| ---------- | --------- | ----------------------------------- | -------------------------------------- | -------------------- | ---------------------------------------- | -------------------- | ----------------------- | --------------- |
| 246        | 1         | Mit dem Kopf durch die Wand         | Sledgehammer                           | 24. Sep. 2015        | 7. März 2016                             | Kevin McKidd         | Stacy McKee             | 9,55 Mio.       |
| 247        | 2         | Baileys erster Tag                  | Walking Tall                           | 1. Okt. 2015         | 7. März 2016                             | Debbie Allen         | Meg Marinis             | 8,58 Mio.       |
| 248        | 3         | Ich habe dich gewählt               | I Choose You                           | 8. Okt. 2015         | 14. März 2016                            | Rob Corn             | William Harper          | 8,12 Mio.       |
| 249        | 4         | Silberflut                          | Old Time Rock and Roll                 | 15. Okt. 2015        | 21. März 2016                            | Nicole Rubio         | Austin Guzman           | 8,25 Mio.       |
| 250        | 5         | Dinnerparty                         | Guess Who’s Coming to Dinner           | 22. Okt. 2015        | 4. Apr. 2016                             | Debbie Allen         | Meg Marinis             | 8,96 Mio.       |
| 251        | 6         | Mein unbekanntes Wesen              | The Me Nobody Knows                    | 5. Nov. 2015         | 11. Apr. 2016                            | Jeannot Szwarc       | Karin Gist              | 8,50 Mio.       |
| 252        | 7         | Vorurteile                          | Something Against You                  | 12. Nov. 2015        | 18. Apr. 2016                            | Geary McLeod         | Andy Reaser             | 8,02 Mio.       |
| 253        | 8         | Der große Knall                     | Things We Lost in the Fire             | 19. Nov. 2015        | 25. Apr. 2016                            | Rob Corn             | Tia Napolitano          | 8,50 Mio.       |
| 254        | 9         | Der Klang der Stille                | The Sound of Silence                   | 11. Feb. 2016        | 2. Mai 2016                              | Denzel Washington    | Stacy McKee             | 8,28 Mio.       |
| 255        | 10        | Alles Bestens                       | All I Want Is You                      | 18. Feb. 2016        | 2. Mai 2016                              | Kevin Sullivan       | Elisabeth R. Finch      | 7,82 Mio.       |
| 256        | 11        | Szenen einer Ehe                    | Unbreak My Heart                       | 25. Feb. 2016        | 9. Mai 2016                              | Rob Corn             | Elizabeth J.B. Klaviter | 7,23 Mio.       |
| 257        | 12        | Mein nächstes Leben                 | My Next Life                           | 3. März 2016         | 9. Mai 2016                              | Chandra Wilson       | William Harper          | 7,67 Mio.       |
| 258        | 13        | Das Dream-Team                      | All Eyez on Me                         | 10. März 2016        | 9. Mai 2016                              | Charlotte Brandstrom | Austin Guzman           | 7,53 Mio.       |
| 259        | 14        | Assistenzarzt-Roulette              | Odd Man Out                            | 17. März 2016        | 6. Juni 2016                             | Kevin McKidd         | Meg Marinis             | 7,83 Mio.       |
| 260        | 15        | Entscheidungshilfe                  | I Am Not Waiting Anymore               | 24. März 2016        | 22. Aug. 2016                            | Nicole Rubio         | Mark Driscoll           | 7,91 Mio.       |
| 261        | 16        | Durch den Schmerz hindurch          | When It Hurts So Bad                   | 31. März 2016        | 22. Aug. 2016                            | Eric Laneuville      | Andy Reaser             | 7,77 Mio.       |
| 262        | 17        | Schwelbrand                         | I Wear the Face                        | 7. Apr. 2016         | 29. Aug. 2016                            | Chandra Wilson       | Karin Gist              | 7,35 Mio.       |
| 263        | 18        | Code Pink                           | There’s a Fine, Fine Line              | 14. Apr. 2016        | 29. Aug. 2016                            | Jeannot Szwarc       | Jen Klein               | 7,97 Mio.       |
| 264        | 19        | Wahrheitsfindung                    | It’s Alright, Ma (I’m Only Bleeding)   | 14. Apr. 2016        | 12. Sep. 2016                            | Chris Hayden         | Austin Guzman           | 7,97 Mio.       |
| 265        | 20        | Querschläger                        | Trigger Happy                          | 21. Apr. 2016        | 12. Sep. 2016                            | Zetna Fuentes        | Zoanne Clack            | 7,65 Mio.       |
| 266        | 21        | Wo stehst du?                       | You’re Gonna Need Someone on Your Side | 28. Apr. 2016        | 19. Sep. 2016                            | Debbie Allen         | Lauren Barnett          | 7,91 Mio.       |
| 267        | 22        | Arizona Robbins und Calliope Torres | Mama Tried                             | 5. Mai 2016          | 19. Sep. 2016                            | Kevin McKidd         | Tia Napolitano          | 7,66 Mio.       |
| 268        | 23        | Endlich                             | At Last                                | 12. Mai 2016         | 26. Sep. 2016                            | Rob Corn             | Stacy McKee             | 7,77 Mio.       |
| 269        | 24        | Familienangelegenheit               | Family Affair                          | 19. Mai 2016         | 3. Okt. 2016                             | Debbie Allen         | William Harper          | 8,19 Mio.       |

## Staffel 13
Die Erstausstrahlung der 13. Staffel war vom 22. September 2016 bis zum 18. Mai 2017 auf dem US-amerikanischen Sender ABC zu sehen. Die deutschsprachige Erstausstrahlung der ersten 3 Episoden sendete der Schweizer Free-TV-Sender SRF zwei vom 6. bis zum 20. März 2017. Die restlichen Episoden strahlte der österreichische Free-TV-Sender ORF eins vom 20. März bis zum 10. Juli 2017 erstmals aus.
| Nr. (ges.) | Nr. (St.) | Deutscher Titel                   | Originaltitel                             | Erstausstrahlung USA | Deutschsprachige Erstausstrahlung (CH/A) | Regie                 | Drehbuch                | Zuschauer (USA) |
| ---------- | --------- | --------------------------------- | ----------------------------------------- | -------------------- | ---------------------------------------- | --------------------- | ----------------------- | --------------- |
| 270        | 1         | Scherbenhaufen                    | Undo                                      | 22. Sep. 2016        | 6. März 2017                             | Debbie Allen          | William Harper          | 8,75 Mio.       |
| 271        | 2         | Von der Wiege bis zur Bahre       | Catastrophe and the Cure                  | 29. Sep. 2016        | 13. März 2017                            | Kevin McKidd          | Karin Gist              | 8,41 Mio.       |
| 272        | 3         | Das Lazarus-Phänomen              | I Ain’t No Miracle Worker                 | 6. Okt. 2016         | 20. März 2017                            | Rob Corn              | Andy Reaser             | 8,08 Mio.       |
| 273        | 4         | Langsamer Fall                    | Falling Slowly                            | 13. Okt. 2016        | 20. März 2017                            | Victoria Mahoney      | Jen Klein               | 7,80 Mio.       |
| 274        | 5         | Schatten und Licht                | Both Sides Now                            | 20. Okt. 2016        | 27. März 2017                            | Chandra Wilson        | Mark Driscoll           | 8,17 Mio.       |
| 275        | 6         | Aus heiterem Himmel               | Roar                                      | 27. Okt. 2016        | 27. März 2017                            | Nicole Rubio          | Elizabeth J.B. Klaviter | 8,17 Mio.       |
| 276        | 7         | Die Minnicks-Methode              | Why Try to Change Me Now                  | 3. Nov. 2016         | 3. Apr. 2017                             | Jeannot Szwarc        | Austin Guzman           | 7,60 Mio.       |
| 277        | 8         | Gedankenexperimente               | The Room Where It Happens                 | 10. Nov. 2016        | 3. Apr. 2017                             | Debbie Allen          | Meg Marinis             | 7,25 Mio.       |
| 278        | 9         | Untergangsstimmung                | You Haven’t Done Nothin’                  | 17. Nov. 2016        | 10. Apr. 2017                            | Rob Corn              | Karin Gist              | 8,04 Mio.       |
| 279        | 10        | Nicht anfassen!                   | You Can Look (But You’d Better Not Touch) | 26. Jan. 2017        | 10. Apr. 2017                            | Jann Turner           | Tia Napolitano          | 9,59 Mio.       |
| 280        | 11        | Heldentat                         | Jukebox Hero                              | 2. Feb. 2017         | 24. Apr. 2017                            | Kevin Rodney Sullivan | Zoanne Clack            | 8,49 Mio.       |
| 281        | 12        | Einmischen unerwünscht!           | None of Your Business                     | 9. Feb. 2017         | 24. Apr. 2017                            | Geary McLeod          | Andy Reaser             | 8,46 Mio.       |
| 282        | 13        | Murphys Gesetz                    | It Only Gets Much Worse                   | 16. Feb. 2017        | 1. Mai 2017                              | Jeanot Szwarc         | Lauren Barnett          | 7,68 Mio.       |
| 283        | 14        | Wo du hingehörst                  | Back Where You Belong                     | 23. Feb. 2017        | 1. Mai 2017                              | Oliver Bokelberg      | Jen Klein               | 7,71 Mio.       |
| 284        | 15        | Schlagabtausch                    | Civil War                                 | 9. März 2017         | 8. Mai 2017                              | Nicole Rubio          | Elizabeth J.B. Klaviter | 7,31 Mio.       |
| 285        | 16        | Sprachlosigkeit                   | Who Is He (And What Is He to You)?        | 16. März 2017        | 8. Mai 2017                              | Kevin McKidd          | Elisabeth R. Finch      | 7,90 Mio.       |
| 286        | 17        | In guten und in schlechten Zeiten | ’Till I Hear It From You                  | 23. März 2017        | 15. Mai 2017                             | Kevin McKidd          | Austin Guzman           | 7,80 Mio.       |
| 287        | 18        | Seelenfrieden                     | Be Still, My Soul                         | 30. März 2017        | 22. Mai 2017                             | Ellen Pompeo          | Meg Marinis             | 7,62 Mio.       |
| 288        | 19        | Unter der Oberfläche              | What’s Inside                             | 6. Apr. 2017         | 29. Mai 2017                             | Nzingha Stewart       | Tia Napolitano          | 7,23 Mio.       |
| 289        | 20        | Turbulenzen                       | In the Air Tonight                        | 13. Apr. 2017        | 12. Juni 2017                            | Chandra Wilson        | Stacy McKee             | 7,19 Mio.       |
| 290        | 21        | Vertraute Gesten                  | Don't Stop Me Now                         | 27. Apr. 2017        | 19. Juni 2017                            | Louis Venosta         | Andy Reaser             | 7,02 Mio.       |
| 291        | 22        | Gottes Wille                      | Leave It Inside                           | 4. Mai 2017          | 26. Juni 2017                            | Zetna Fuentes         | Elisabeth R. Finch      | 7,09 Mio.       |
| 292        | 23        | Wendepunkte                       | True Colors                               | 11. Mai 2017         | 3. Juli 2017                             | Kevin McKidd          | William Harper          | 7,02 Mio.       |
| 293        | 24        | Alles bleibt anders               | Ring of Fire                              | 18. Mai 2017         | 10. Juli 2017                            | Debbie Allen          | Stacy McKee             | 7,92 Mio.       |

## Staffel 14
Die Erstausstrahlung der 14. Staffel war vom 28. September 2017 bis zum 17. Mai 2018 auf dem US-amerikanischen Sender ABC zu sehen. Die deutschsprachige Erstausstrahlung der ersten vierzehn Folgen sendete der Schweizer Free-TV-Sender SRF zwei vom 26. März bis zum 11. Juni 2018. Die restlichen Folgen sendete der österreichische Free-TV-Sender ORF eins vom 30. Juli bis zum 24. September 2018.
| Nr. (ges.) | Nr. (St.) | Deutscher Titel           | Originaltitel                             | Erstausstrahlung USA | Deutschsprachige Erstausstrahlung (CH/A) | Regie           | Drehbuch                  | Zuschauer (USA) |
| ---------- | --------- | ------------------------- | ----------------------------------------- | -------------------- | ---------------------------------------- | --------------- | ------------------------- | --------------- |
| 294        | 1         | Megan Hunt                | Break Down the House                      | 28. Sep. 2017        | 26. März 2018                            | Debbie Allen    | Krista Vernoff            | 8,07 Mio.       |
| 295        | 2         | Verstörende Erkenntnis    | Get Off on the Pain                       | 28. Sep. 2017        | 26. März 2018                            | Kevin McKidd    | Krista Vernoff            | 8,07 Mio.       |
| 296        | 3         | Wer bin ich               | Go Big or Go Home                         | 5. Okt. 2017         | 26. März 2018                            | Chandra Wilson  | Meg Marinis               | 8,06 Mio.       |
| 297        | 4         | Aus dem Takt-Gefühl       | Ain’t That a Kick in the Head             | 12. Okt. 2017        | 9. Apr. 2018                             | Geary McLord    | Marlana Hope              | 8,08 Mio.       |
| 298        | 5         | Befreiungsschlag          | Danger Zone                               | 26. Okt. 2017        | 9. Apr. 2018                             | Cecilie Mosli   | Jalysa Conway             | 7,67 Mio.       |
| 299        | 6         | Ein Tag am Meer           | Come on Down to My Boat, Baby             | 2. Nov. 2017         | 9. Apr. 2018                             | Lisa Leone      | Kiley Donovan             | 7,38 Mio.       |
| 300        | 7         | Geister der Vergangenheit | Who Lives, Who Dies, Who Tells Your Story | 9. Nov. 2017         | 17. Apr. 2018                            | Debbie Allen    | Krista Vernoff            | 8,13 Mio.       |
| 301        | 8         | Aus dem Nichts            | Out of Nowhere                            | 16. Nov. 2017        | 23. Apr. 2018                            | Kevin McKidd    | William Harper            | 7,52 Mio.       |
| 302        | 9         | Ausgeliefert!             | 1-800-799-7233                            | 18. Jan. 2018        | 30. Apr. 2018                            | Bill D’Elia     | Andy Reaser               | 8,27 Mio.       |
| 303        | 10        | Seelenqualen              | Personal Jesus                            | 25. Jan. 2018        | 7. Mai 2018                              | Kevin Sullivan  | Zoanne Clack              | 8,62 Mio.       |
| 304        | 11        | Herzattacke               | (Don’t Fear) the Reaper                   | 1. Feb. 2018         | 14. Mai 2018                             | Nicole Rubio    | Elisabeth R. Finch        | 8,93 Mio.       |
| 305        | 12        | Das beste Projekt         | Harder, Better, Faster, Stronger          | 8. Feb. 2018         | 28. Mai 2018                             | Jeannot Szwarc  | Kiley Donovan             | 7,32 Mio.       |
| 306        | 13        | Anruf aus Madrid          | You Really Got a Hold on Me               | 1. März 2018         | 4. Juni 2018                             | Nzingha Stewart | Stacy McKee               | 7,52 Mio.       |
| 307        | 14        | Spieleabend               | Games People Play                         | 8. März 2018         | 11. Juni 2018                            | Chandra Wilson  | Jason Ganzel & Julie Wong | 7,07 Mio.       |
| 308        | 15        | Alte Narben               | Old Scars, Future Hearts                  | 15. März 2018        | 30. Juli 2018                            | Ellen Pompeo    | Tameson Duffy             | 7,18 Mio.       |
| 309        | 16        | Zeitschleife              | Caught Somewhere in Time                  | 22. März 2018        | 6. Aug. 2018                             | Nicole Rubio    | Jalysa Conway             | 7,61 Mio.       |
| 310        | 17        | Tage wie dieser           | One Day Like This                         | 29. März 2018        | 13. Aug. 2018                            | Kevin McKidd    | Elisabeth R. Finch        | 7,15 Mio.       |
| 311        | 18        | Gebündelte Kraft          | Hold Back the River                       | 5. Apr. 2018         | 20. Aug. 2018                            | Geary McLeod    | Alex Manugian             | 6,84 Mio.       |
| 312        | 19        | Dreamer-Status            | Beautiful Dreamer                         | 12. Apr. 2018        | 27. Aug. 2018                            | Jeannot Szwarc  | Meg Marinis               | 6,97 Mio.       |
| 313        | 20        | Dankes-Kekse              | Judgment Day                              | 19. Apr. 2018        | 3. Sep. 2018                             | Sydney Freeland | Julie Wong                | 6,93 Mio.       |
| 314        | 21        | Schadensbegrenzung        | Bad Reputation                            | 26. Apr. 2018        | 10. Sep. 2018                            | Kevin McKidd    | Mark Driscoll             | 6,54 Mio.       |
| 315        | 22        | Es ist nie zu spät!       | Fight for Your Mind                       | 3. Mai 2018          | 17. Sep. 2018                            | Jesse Williams  | Andy Reaser               | 6,66 Mio.       |
| 316        | 23        | Eiskalt                   | Cold as Ice                               | 10. Mai 2018         | 24. Sep. 2018                            | Bill D’Elia     | William Harper            | 7,35 Mio.       |
| 317        | 24        | Drei Hochzeiten           | All of Me                                 | 17. Mai 2018         | 24. Sep. 2018                            | Debbie Allen    | Krista Vernoff            | 7,60 Mio.       |

## Staffel 15
Die Erstausstrahlung der 15. Staffel war vom 27. September 2018 bis zum 16. Mai 2019 beim US-amerikanischen Sender ABC zu sehen. Die deutschsprachige Erstausstrahlung der ersten drei Folgen sendete der österreichische Free-TV-Sender ORF eins vom 11. bis 25. März 2019. Die weiteren Erstausstrahlungen von Folge 4 bis 19 setzte der Schweizer Free-TV-Sender SRF zwei vom 1. April bis 1. Juli 2019 fort, danach die Episoden 23 und 25 am 26. August und 9. September 2019. Die restlichen Erstausstrahlungen sendete der deutsche Free-TV-Sender ProSieben vom 7. August bis zum 4. September 2019.
| Nr. (ges.) | Nr. (St.) | Deutscher Titel                    | Originaltitel                   | Erstausstrahlung USA | Deutschsprachige Erstausstrahlung (A/CH/D) | Regie               | Drehbuch                     | Zuschauer (USA) |
| ---------- | --------- | ---------------------------------- | ------------------------------- | -------------------- | ------------------------------------------ | ------------------- | ---------------------------- | --------------- |
| 318        | 1         | Wunder und andere Begehrlichkeiten | With a Wonder and a Wild Desire | 27. Sep. 2018        | 11. März 2019                              | Debbie Allen        | Krista Vernoff               | 6,81 Mio.       |
| 319        | 2         | Gemeinsam zerbrechen               | Broken Together                 | 27. Sep. 2018        | 18. März 2019                              | Kevin McKidd        | Meg Marinis                  | 6,81 Mio.       |
| 320        | 3         | Bauchgefühl                        | Gut Feeling                     | 4. Okt. 2018         | 25. März 2019                              | Michael Watkins     | Mark Driscoll                | 6,61 Mio.       |
| 321        | 4         | Schweigepflicht                    | Momma Knows Best                | 11. Okt. 2018        | 1. Apr. 2019                               | Cecilie Mosli       | William Harper               | 6,72 Mio.       |
| 322        | 5         | Engel des Alltags                  | Everyday Angel                  | 25. Okt. 2018        | 8. Apr. 2019                               | Chandra Wilson      | Julie Wong                   | 6,54 Mio.       |
| 323        | 6         | Tag der Toten                      | Flowers Grow Out Of My Grave    | 1. Nov. 2018         | 8. Apr. 2019                               | Nicole Rubio        | Kiley Donovan                | 6,71 Mio.       |
| 324        | 7         | Was man nicht kommen sieht         | Anybody Have a Map?             | 8. Nov. 2018         | 15. Apr. 2019                              | Krista Vernoff      | Elisabeth R. Finch           | 6,60 Mio.       |
| 325        | 8         | Ein Sturm zieht auf (1)            | The Switch                      | 15. Nov. 2018        | 15. Apr. 2019                              | Kevin McKidd        | Meg Marinis                  | 7,30 Mio.       |
| 326        | 9         | Ein Sturm zieht auf (2)            | Shelter from the Storm          | 17. Jan. 2019        | 29. Apr. 2019                              | Jann Turner         | William Harper               | 7,07 Mio.       |
| 327        | 10        | Bittere Wahrheit                   | Help, I'm Alive                 | 24. Jan. 2019        | 6. Mai 2019                                | Daniel Willis       | Jalysa Conway & Jason Ganzel | 6,98 Mio.       |
| 328        | 11        | Überleben und Sterben              | The Winner Takes It All         | 31. Jan. 2019        | 13. Mai 2019                               | Allison Liddi-Brown | Elisabeth R. Finch           | 7,27 Mio.       |
| 329        | 12        | Sternenhimmel                      | Girlfriend in a Coma            | 7. Feb. 2019         | 20. Mai 2019                               | Debbie Allen        | Kiley Donovan                | 6,79 Mio.       |
| 330        | 13        | Gratwanderung                      | I Walk the Line                 | 14. Feb. 2019        | 27. Mai 2019                               | Kevin McKidd        | Tameson Duffy                | 6,58 Mio.       |
| 331        | 14        | Überdosis                          | I Want a New Drug               | 21. Feb. 2019        | 3. Juni 2019                               | Jeannot Szwarc      | Zoanne Clack                 | 6,89 Mio.       |
| 332        | 15        | Feuer und Flamme                   | We Didn't Start the Fire        | 28. Feb. 2019        | 10. Juni 2019                              | Chandra Wilson      | Andy Reaser                  | 6,99 Mio.       |
| 333        | 16        | Was sagen die Gene?                | Blood and Water                 | 7. März 2019         | 17. Juni 2019                              | Pete Chatmon        | Kiley Donovan                | 6,55 Mio.       |
| 334        | 17        | Träume von Schäfchen               | And Dream of Sheep              | 14. März 2019        | 24. Juni 2019                              | Sydney Freeland     | William Harper               | 6,57 Mio.       |
| 335        | 18        | Das blaue Zimmer                   | Add It Up                       | 21. März 2019        | 1. Juli 2019                               | Michael Watkins     | Alex Manugian                | 7,00 Mio.       |
| 336        | 19        | Stumme Schreie                     | Silent All These Years          | 28. März 2019        | 1. Juli 2019                               | Debbie Allen        | Elisabeth R. Finch           | 7,37 Mio.       |
| 337        | 20        | Voller Wucht                       | The Whole Package               | 4. Apr. 2019         | 7. Aug. 2019                               | Geary McLeod        | Meg Marinis                  | 6,85 Mio.       |
| 338        | 21        | Das schwarze Schaf                 | The Good Shepherd               | 11. Apr. 2019        | 14. Aug. 2019                              | Bill D'Elia         | Julie Wong                   | 6,81 Mio.       |
| 339        | 22        | Hals über Kopf                     | Head Over High Heels            | 18. Apr. 2019        | 21. Aug. 2019                              | Allison Liddi-Brown | Bridgette N. Burgess         | 6,24 Mio.       |
| 340        | 23        | Aus lauter Liebe                   | What I Did for Love             | 2. Mai 2019          | 26. Aug. 2019                              | Jesse Williams      | Mark Driscoll                | 6,96 Mio.       |
| 341        | 24        | Das besondere Blut                 | Drawn to the Blood              | 9. Mai 2019          | 4. Sep. 2019                               | Kevin McKidd        | Andy Reaser                  | 6,37 Mio.       |
| 342        | 25        | Im Nebel                           | Jump into the Fog               | 16. Mai 2019         | 9. Sep. 2019                               | Debbie Allen        | Krista Vernoff               | 5,99 Mio.       |

## Staffel 16
Die Erstausstrahlung der 16. Staffel war vom 26. September 2019 bis zum 9. April 2020 beim US-amerikanischen Sender ABC zu sehen. Die deutschsprachige Erstausstrahlung wird seit dem 17. Februar 2020 beim Schweizer Free-TV-Sender SRF zwei gesendet.
| Nr. (ges.) | Nr. (St.) | Deutscher Titel               | Originaltitel                | Erstausstrahlung USA | Deutschsprachige Erstausstrahlung (CH) | Regie               | Drehbuch                      | Zuschauer (USA) |
| ---------- | --------- | ----------------------------- | ---------------------------- | -------------------- | -------------------------------------- | ------------------- | ----------------------------- | --------------- |
| 343        | 1         | Ohne Netz und doppelten Boden | Nothing Left to Cling To     | 26. Sep. 2019        | 17. Feb. 2020                          | Debbie Allen        | Krista Vernoff                | 6,51 Mio.       |
| 344        | 2         | 150 Meter                     | Back in the Saddle           | 3. Okt. 2019         | 24. Feb. 2020                          | Kevin McKidd        | Meg Marinis                   | 6,08 Mio.       |
| 345        | 3         | Wiedervereint                 | Reunited                     | 10. Okt. 2019        | 2. März 2020                           | Michael Medico      | Andy Reaser                   | 6,09 Mio.       |
| 346        | 4         | Vom Himmel gefallen           | It’s Raining Men             | 17. Okt. 2019        | 9. März 2020                           | Michael Watkins     | Mark Driscoll                 | 5,75 Mio.       |
| 347        | 5         | Ich bin schwanger             | Breathe Again                | 24. Okt. 2019        | 16. März 2020                          | Chandra Wilson      | Elisabeth R. Finch            | 6,10 Mio.       |
| 348        | 6         | Das Flüstern im Walde         | Whistlin’ Past the Graveyard | 31. Okt. 2019        | 23. März 2020                          | Pete Chatmon        | Julie Wong                    | 5,66 Mio.       |
| 349        | 7         | Wider besseres Wissen         | Papa Don’t Preach            | 7. Nov. 2019         | 30. März 2020                          | Daniel Willis       | Jalysa Conway                 | 6,16 Mio.       |
| 350        | 8         | Mein Tag                      | My Shot                      | 14. Nov. 2019        | 6. Apr. 2020                           | Debbie Allen        | Meg Marinis                   | 6,34 Mio.       |
| 351        | 9         | Zuhause                       | Let’s All Go to the Bar      | 21. Nov. 2019        | 15. Juni 2020                          | Kevin McKidd        | Kiley Donovan                 | 6,40 Mio.       |
| 352        | 10        | Die längste Nacht             | Help Me Through the Night    | 23. Jan. 2020        | 22. Juni 2020                          | Allison Liddi-Brown | Lynne E. Litt                 | 6,66 Mio.       |
| 353        | 11        | Bittere Pille                 | A Hard Pill to Swallow       | 30. Jan. 2020        | 29. Juni 2020                          | Michael Medico      | Adrian Wenner                 | 5,56 Mio.       |
| 354        | 12        | Das letzte Abendmahl          | The Last Supper              | 6. Feb. 2020         | 6. Juli 2020                           | Nicole Rubio        | Jason Ganzel                  | 5,47 Mio.       |
| 355        | 13        | Darf ich bitten?              | Save the Last Dance for Me   | 13. Feb. 2020        | 13. Juli 2020                          | Jesse Williams      | Tameson Duffy                 | 5,58 Mio.       |
| 356        | 14        | Im Alleingang                 | A Diagnosis                  | 20. Feb. 2020        | 20. Juli 2020                          | Greg Evans          | Julie Wong                    | 5,99 Mio.       |
| 357        | 15        | Der tollste Job der Erde      | Snowblind                    | 27. Feb. 2020        | 27. Juli 2020                          | Linda Klein         | Meg Marinis                   | 6,00 Mio.       |
| 358        | 16        | Abschiedsbriefe               | Leave A Light On             | 5. März 2020         | 10. Aug. 2020                          | Debbie Allen        | Elizabeth Finch               | 6,30 Mio.       |
| 359        | 17        | Wie hoch ist dein Preis?      | Life on Mars?                | 12. März 2020        | 17. Aug. 2020                          | Michael Watkins     | Jase Miles-Perez              | 6,27 Mio.       |
| 360        | 18        | Pro-Bono-OP-Tag               | Give a Little Bit            | 19. März 2020        | 24. Aug. 2020                          | Kevin McKidd        | Zoanne Clack                  | 7,04 Mio.       |
| 361        | 19        | Liebe meines Lebens           | Love of My Life              | 26. März 2020        | 31. Aug. 2020                          | Allison Liddi-Brown | Kiley Donovan & Andy Reaser   | 6,52 Mio.       |
| 362        | 20        | Ungewissheit                  | Sing It Again                | 2. Apr. 2020         | 7. Sep. 2020                           | Michael Watkins     | Jess Righthand                | 7,18 Mio.       |
| 363        | 21        | Gute Miene, böses Spiel       | Put on a Happy Face          | 9. Apr. 2020         | 14. Sep. 2020                          | Deborah Pratt       | Mark Driscoll & Tameson Duffy | 7,33 Mio.       |

## Staffel 17
Die Erstausstrahlung der 17. Staffel war vom 12. November 2020 bis zum 3. Juni 2021 beim US-amerikanischen Sender ABC zu sehen. Die ersten beiden Episoden waren als deutschsprachige Erstveröffentlichung am 21. und 28. April 2021 bei Disney+ sowie bei Joyn per Streaming verfügbar. Die deutschsprachige Erstausstrahlung aller weiteren Episoden war vom 3. Mai bis zum 23. August 2021 beim Schweizer Free-TV-Sender SRF 2 zu sehen.
| Nr. (ges.) | Nr. (St.) | Deutscher Titel                                                                       | Originaltitel                      | Erstausstrahlung USA | Deutschsprachige Erstveröffentlichung (D/A/CH) | Regie               | Drehbuch                           | Zuschauer (USA) |
| ---------- | --------- | ------------------------------------------------------------------------------------- | ---------------------------------- | -------------------- | ---------------------------------------------- | ------------------- | ---------------------------------- | --------------- |
| 364        | 1         | Eine neue Welt                                                                        | All Tomorrow’s Parties             | 12. Nov. 2020        | 21. Apr. 2021                                  | Debbie Allen        | Andy Reaser & Lynne E. Litt        | 5,93 Mio.       |
| 365        | 2         | Schreien befreit                                                                      | The Center Won’t Hold              | 12. Nov. 2020        | 28. Apr. 2021                                  | Debbie Allen        | Andy Reaser & Jase Miles-Perez     | 5,93 Mio.       |
| 366        | 3         | Neuland                                                                               | My Happy Ending                    | 19. Nov. 2020        | 3. Mai 2021                                    | Kevin McKidd        | Meg Marinis                        | 5,96 Mio.       |
| 367        | 4         | Du bist nicht allein                                                                  | You’ll Never Walk Alone            | 3. Dez. 2020         | 10. Mai 2021                                   | Allison Liddi-Brown | Julie Wong                         | 5,84 Mio.       |
| 368        | 5         | Paukenschlag                                                                          | Fight the Power                    | 10. Dez. 2020        | 10. Mai 2021                                   | Michael Watkins     | Zoanne Clack                       | 5,69 Mio.       |
| 369        | 6         | Keine Zeit für Verzweiflung                                                           | No Time for Despair                | 17. Dez. 2020        | 17. Mai 2021                                   | Pete Chatmon        | Felicia Pride                      | 5,66 Mio.       |
| 370        | 7         | Hilfloses Hoffen                                                                      | Helplessly Hoping                  | 11. März 2021        | 17. Mai 2021                                   | Nicole Rubio        | Elisabeth R. Finch                 | 5,11 Mio.       |
| 371        | 8         | Bis an unsere GrenzenEs ist alles zu viel 1                                           | It’s All Too Much                  | 18. März 2021        | 7. Juni 2021                                   | Debbie Allen        | Adrian Wenner                      | 4,97 Mio.       |
| 372        | 9         | In meinem Leben                                                                       | In My Life                         | 25. März 2021        | 7. Juni 2021                                   | Kevin McKidd        | Tameson Duffy                      | 4,99 Mio.       |
| 373        | 10        | AtemAtme 1                                                                            | Breathe                            | 1. Apr. 2021         | 12. Juli 2021                                  | Linda Klein         | Mark Driscoll                      | 4,55 Mio.       |
| 374        | 11        | Eine Entschuldigung zu wenigEine Entschuldigung bringt nicht immer alles in Ordnung 1 | Sorry Doesn’t Always Make It Right | 8. Apr. 2021         | 19. Juli 2021                                  | Giacomo Gianniotti  | Julie Wong                         | 4,83 Mio.       |
| 375        | 12        | Zeichen der Zeit                                                                      | Sign O’ the Times                  | 15. Apr. 2021        | 26. Juli 2021                                  | Michael Medico      | Jase Miles-Perez                   | 4,98 Mio.       |
| 376        | 13        | Mit allen SinnenHöllisch gut 1                                                        | Good as Hell                       | 22. Apr. 2021        | 2. Aug. 2021                                   | Michael Watkins     | Zoanne Clack                       | 4,81 Mio.       |
| 377        | 14        | Neue Wege suchen                                                                      | Look Up Child                      | 6. Mai 2021          | 9. Aug. 2021                                   | Debbie Allen        | Elisabeth R. Finch & Felicia Pride | 4,93 Mio.       |
| 378        | 15        | TraditionTraditionen 1                                                                | Tradition                          | 20. Mai 2021         | 16. Aug. 2021                                  | Kevin McKidd        | Jess Righthand                     | 4,58 Mio.       |
| 379        | 16        | Ich lebe noch                                                                         | I’m Still Standing                 | 27. Mai 2021         | 23. Aug. 2021                                  | Michael Watkins     | Meg Marinis & Andy Reaser          | 4,33 Mio.       |
| 380        | 17        | Jeder auf seine WeiseJemand hat mir heute Nacht das Leben gerettet 1                  | Someone Saved My Life Tonight      | 3. Juni 2021         | 23. Aug. 2021                                  | Kevin McKidd        | Andy Reaser & Meg Marinis          | 4,76 Mio.       |

## Staffel 18
Die Erstausstrahlung der 18. Staffel war vom 30. September 2021 bis zum 26. Mai 2022 beim US-amerikanischen Sender ABC zu sehen. Die deutschsprachige Erstveröffentlichung erfolgte vom 21. März bis zum 15. August 2022 bei Disney+ sowie bei Joyn per Streaming.
| Nr. (ges.) | Nr. (St.) | Deutscher Titel                           | Originaltitel                      | Erstausstrahlung USA | Deutschsprachige Erstveröffentlichung (D/A/CH) | Regie               | Drehbuch                          | Zuschauer (USA) |
| ---------- | --------- | ----------------------------------------- | ---------------------------------- | -------------------- | ---------------------------------------------- | ------------------- | --------------------------------- | --------------- |
| 381        | 1         | Mit anderen Augen                         | Here Comes the Sun                 | 30. Sep. 2021        | 21. März 2022                                  | Debbie Allen        | Meg Marinis                       | 4,77 Mio.       |
| 382        | 2         | Zukunftsaussichten                        | Some Kind of Tomorrow              | 7. Okt. 2021         | 28. März 2022                                  | Kevin McKidd        | Felicia Pride                     | 4,04 Mio.       |
| 383        | 3         | Hitzewelle                                | Hotter Than Hell                   | 14. Okt. 2021        | 4. Apr. 2022                                   | Chandra Wilson      | Jamie Denbo                       | 4,05 Mio.       |
| 384        | 4         | Die Webber-Methode                        | With a Little Help From My Friends | 21. Okt. 2021        | 18. Apr. 2022                                  | Michael Watkins     | Jess Righthand                    | 3,91 Mio.       |
| 385        | 5         | Gefährliche Entladung                     | Bottle Up and Explode!             | 11. Nov. 2021        | 2. Mai 2022                                    | Lindsay Cohen       | Kiley Donovan & Beto Skubs        | 4,75 Mio.       |
| 386        | 6         | Das Gute feiern                           | Everyday Is a Holiday (With You)   | 18. Nov. 2021        | 9. Mai 2022                                    | Tony Phelan         | Meg Marinis                       | 4,18 Mio.       |
| 387        | 7         | Kälte ist die Lösung                      | Today Was a Fairytale              | 9. Dez. 2021         | 16. Mai 2022                                   | Debbie Allen        | Julie Wong                        | 3,65 Mio.       |
| 388        | 8         | Tödlicher Hochmut                         | It Came Upon a Midnight Clear      | 16. Dez. 2021        | 23. Mai 2022                                   | Michael Watkins     | Jase Miles-Perez                  | 4,20 Mio.       |
| 389        | 9         | Keine Zeit zu sterben                     | No Time To Die                     | 24. Feb. 2022        | 6. Juni 2022                                   | Linda Klein         | Krista Vernoff                    | 4,65 Mio.       |
| 390        | 10        | Uneinigkeiten                             | Living in a House Divided          | 3. März 2022         | 13. Juni 2022                                  | Allison Liddi-Brown | Jamie Denbo                       | 3,95 Mio.       |
| 391        | 11        | Vermächtnis                               | Legacy                             | 10. März 2022        | 20. Juni 2022                                  | Kevin McKidd        | Mark Driscoll                     | 3,87 Mio.       |
| 392        | 12        | Hinter den Genen                          | The Makings of You                 | 17. März 2022        | 27. Juni 2022                                  | Debbie Allen        | Felicia Pride                     | 3,60 Mio.       |
| 393        | 13        | Im Würgegriff                             | Put the Squeeze on Me              | 24. März 2022        | 4. Juli 2022                                   | Allison Liddi-Brown | Julie Wong                        | 4,24 Mio.       |
| 394        | 14        | Auf Reisen                                | Road Trippin                       | 31. März 2022        | 11. Juli 2022                                  | Linda Klein         | Beto Skubs                        | 3,93 Mio.       |
| 395        | 15        | Auf dem Prüfstand                         | Put It to the Test                 | 7. Apr. 2022         | 18. Juli 2022                                  | Kevin McKidd        | Zoanne Clack                      | 4,21 Mio.       |
| 396        | 16        | Gehen oder bleiben?                       | Should I Stay or Should I Go       | 5. Mai 2022          | 25. Juli 2022                                  | Michael Watkins     | Jase Miles-Perez & Jess Righthand | 3,90 Mio.       |
| 397        | 17        | Ich steh hinter dirIch gebe dir Deckung 1 | I’ll Cover You                     | 12. Mai 2022         | 1. Aug. 2022                                   | Debbie Allen        | Emily Culver & Kiley Donovan      | 3,60 Mio.       |
| 398        | 18        | Wir sind stärker!Stärker als Hass 1       | Stronger Than Hate                 | 19. Mai 2022         | 8. Aug. 2022                                   | Chandra Wilson      | Julie Wong                        | 3,80 Mio.       |
| 399        | 19        | BlutmangelAuf Blut aus 1                  | Out For Blood                      | 26. Mai 2022         | 8. Aug. 2022                                   | Kevin McKidd        | Meg Marinis                       | 4,19 Mio.       |
| 400        | 20        | Auf und davon                             | You Are the Blood                  | 26. Mai 2022         | 15. Aug. 2022                                  | Debbie Allen        | Krista Vernoff                    | 4,19 Mio.       |

## Staffel 19
Die Erstausstrahlung der 19. Staffel war vom 6. Oktober 2022 bis zum 18. Mai 2023 beim US-amerikanischen Sender ABC zu sehen. Die deutschsprachige Erstausstrahlung sendete der Schweizer Free-TV-Sender SRF zwei vom 20. März bis zum 14. August 2023.
| Nr. (ges.) | Nr. (St.) | Deutscher Titel                          | Originaltitel                       | Erstausstrahlung USA | Deutschsprachige Erstveröffentlichung (CH) | Regie                | Drehbuch                       | Zuschauer (USA) |
| ---------- | --------- | ---------------------------------------- | ----------------------------------- | -------------------- | ------------------------------------------ | -------------------- | ------------------------------ | --------------- |
| 401        | 1         | Die NeuenAlles hat sich verändert 1      | Everything Has Changed              | 6. Okt. 2022         | 20. März 2023                              | Debbie Allen         | Krista Vernoff                 | 3,80 Mio.       |
| 402        | 2         | Spannungen                               | Wasn’t Expecting That               | 13. Okt. 2022        | 20. März 2023                              | Pete Chatmon         | Meg Marinis                    | 3,27 Mio.       |
| 403        | 3         | Reden wir über SexLet’s Talk About Sex 1 | Let’s Talk About Sex                | 20. Okt. 2022        | 3. Apr. 2023                               | Kevin McKidd         | Michelle Lirtzman              | 3,58 Mio.       |
| 404        | 4         | Traumatraining                           | Haunted                             | 27. Okt. 2022        | 10. Apr. 2023                              | Amyn Kaderali        | Jamie Denbo                    | 3,48 Mio.       |
| 405        | 5         | Bis an unsere Grenzen                    | When I Get to the Border            | 3. Nov. 2022         | 17. Apr. 2023                              | Jesse Williams       | Julie Wong                     | 3,13 Mio.       |
| 406        | 6         | Blitzschlag                              | Thunderstruck                       | 10. Nov. 2022        | 24. Apr. 2023                              | Michael Watkins      | Jase Miles-Perez               | 3,72 Mio.       |
| 407        | 7         | Ich folge der Sonne                      | I’ll Follow the Sun                 | 23. Feb. 2023        | 29. Mai 2023                               | Debbie Allen         | Krista Vernoff                 | 3,60 Mio.       |
| 408        | 8         | Großer Name                              | All Star                            | 2. März 2023         | 5. Juni 2023                               | Allison Liddi-Brown  | Briana Belser                  | 3,08 Mio.       |
| 409        | 9         | Liebe kostet nichts                      | Love Don’t Cost a Thing             | 9. März 2023         | 12. Juni 2023                              | Kevin McKidd         | Jess Righthand                 | 3,18 Mio.       |
| 410        | 10        | Machtlosigkeit                           | Sisters Are Doin’ It for Themselves | 16. März 2023        | 26. Juni 2023                              | Linda Klein          | Tameson Duffy                  | 3,46 Mio.       |
| 411        | 11        | Ein Tag mit Folgen                       | Training Day                        | 23. März 2023        | 3. Juli 2023                               | Kim Raver            | Meg Marinis & Julie Wong       | 3,36 Mio.       |
| 412        | 12        | Hinfallen, aufstehen, weitermachen       | Pick Yourself Up                    | 30. März 2023        | 10. Juli 2023                              | Kevin McKidd         | Scott D. Brown                 | 3,70 Mio.       |
| 413        | 13        | Cowgirls weinen nicht                    | Cowgirls Don’t Cry                  | 6. Apr. 2023         | 17. Juli 2023                              | Chandra Wilson       | Mark Driscoll                  | 3,31 Mio.       |
| 414        | 14        | Schatten deiner Liebe                    | Shadow of Your Love                 | 13. Apr. 2023        | 17. Juli 2023                              | Allison Liddi-Brown  | Beto Skubs                     | 3,15 Mio.       |
| 415        | 15        | Die Macht der Gene                       | Mama Who Bore Me                    | 13. Apr. 2023        | 24. Juli 2023                              | Linda Klein          | Alyssa Margarite Jacobson      | 3,15 Mio.       |
| 416        | 16        | Schießpulver und Blei                    | Gunpowder and Lead                  | 20. Apr. 2023        | 24. Juli 2023                              | Morenike Joela Evans | Michelle Lirtzman              | 3,95 Mio.       |
| 417        | 17        | Alles oder nichts                        | Come Fly With Me                    | 4. Mai 2023          | 31. Juli 2023                              | Amyn Kaderali        | Kingsley Ume                   | 3,10 Mio.       |
| 418        | 18        | Flucht nach vorn                         | Ready to Run                        | 11. Mai 2023         | 31. Juli 2023                              | Allison Liddi-Brown  | Julie Wong                     | 2,99 Mio.       |
| 419        | 19        | Hochzeitsglocken-Blues                   | Wedding Bell Blues                  | 18. Mai 2023         | 7. Aug. 2023                               | Kevin McKidd         | Krista Vernoff and Meg Marinis | 3,02 Mio.       |
| 420        | 20        | Glücklich bis ans Ende?                  | Happily Ever After?                 | 18. Mai 2023         | 14. Aug. 2023                              | Debbie Allen         | Krista Vernoff                 | 3,02 Mio.       |

## Staffel 20
Die Erstausstrahlung der 20. Staffel war vom 14. März bis zum 30. Mai 2024 beim US-amerikanischen Sender ABC zu sehen. Die deutschsprachige Erstveröffentlichung fand vom 1. Juli bis zum 9. September 2024 bei Disney+ per Streaming statt.
| Nr. (ges.) | Nr. (St.) | Deutscher Titel                  | Originaltitel          | Erstausstrahlung USA | Deutschsprachige Erstveröffentlichung (D/A/CH) | Regie                | Drehbuch                       | Zuschauer (USA) |
| ---------- | --------- | -------------------------------- | ---------------------- | -------------------- | ---------------------------------------------- | -------------------- | ------------------------------ | --------------- |
| 421        | 1         | Wir haben gerade erst angefangen | We’ve Only Just Begun  | 14. März 2024        | 1. Juli 2024                                   | Kevin McKidd         | Meg Marinis                    | 3,62 Mio.       |
| 422        | 2         | Zusammenhalt                     | Keep the Family Close  | 21. März 2024        | 8. Juli 2024                                   | Allison Liddi-Brown  | Briana Belser & Jess Righthand | 3,50 Mio.       |
| 423        | 3         | Notlüge                          | Walk on the Ocean      | 28. März 2024        | 22. Juli 2024                                  | Debbie Allen         | Mark Driscoll & Beto Skubs     | 3,26 Mio.       |
| 424        | 4         | Die Magie einer OP               | Baby Can I Hold You    | 4. Apr. 2024         | 29. Juli 2024                                  | Morenike Joela Evans | Jase Miles-Perez               | 3,23 Mio.       |
| 425        | 5         | Überforderung                    | Never Felt So Alone    | 11. Apr. 2024        | 5. Aug. 2024                                   | Debbie Allen         | Tameson Duffy & Kingsley Ume   | 3,25 Mio.       |
| 426        | 6         | Der Marathon geht weiter         | The Marathon Continues | 2. Mai 2024          | 12. Aug. 2024                                  | Amyn Kaderali        | Sandra Hamada                  | 2,92 Mio.       |
| 427        | 7         | Bilder aus der Vergangenheit     | She Used to Be Mine    | 9. Mai 2024          | 19. Aug. 2024                                  | Debbie Allen         | Scott D. Brown & Jamie Denbo   | 3,07 Mio.       |
| 428        | 8         | Blut, Schweiß und Tränen         | Blood, Sweat and Tears | 16. Mai 2024         | 26. Aug. 2024                                  | Chandra Wilson       | Megan Chan Meinero             | 2,75 Mio.       |
| 429        | 9         | Herzensangelegenheiten           | I Carry Your Heart     | 23. Mai 2024         | 2. Sep. 2024                                   | Kevin McKidd         | Michelle Lirtzman              | 3,02 Mio.       |
| 430        | 10        | Auf Teufel komm raus             | Burn It Down           | 30. Mai 2024         | 9. Sep. 2024                                   | Debbie Allen         | Julie Wong                     | 3,48 Mio.       |

## Staffel 21
Die Erstausstrahlung der 21. Staffel war vom 26. September 2024 bis zum 15. Mai 2025 beim US-amerikanischen Sender ABC zu sehen.
| Nr. (ges.) | Nr. (St.) | Deutscher Titel             | Originaltitel                              | Erstausstrahlung USA | Deutschsprachige Erstveröffentlichung (D) | Regie                | Drehbuch                       | Zuschauer (USA) |
| ---------- | --------- | --------------------------- | ------------------------------------------ | -------------------- | ----------------------------------------- | -------------------- | ------------------------------ | --------------- |
| 431        | 1         | Wenn Wände reden könnten    | If Walls Could Talk                        | 26. Sep. 2024        | 28. Apr. 2025                             | Debbie Allen         | Meg Marinis                    | 2,70 Mio.       |
| 432        | 2         | Geistliche Unterstützung    | Take Me to Church                          | 3. Okt. 2024         | 5. Mai 2025                               | Kevin McKidd         | Michelle Lirtzman              | 2,51 Mio.       |
| 433        | 3         | Klarsehen                   | I Can See Clearly Now                      | 10. Okt. 2024        | 12. Mai 2025                              | Victoria Mahoney     | Mark Driscoll                  | 2,36 Mio.       |
| 434        | 4         | Schwesterherz               | This One’s for the Girls                   | 17. Okt. 2024        | 19. Mai 2025                              | Debbie Allen         | Briana Belser                  | 2,04 Mio.       |
| 435        | 5         | Explosionen                 | You Make My Heart Explode                  | 24. Okt. 2024        | 26. Mai 2025                              | Vanessa Parise       | Zoanne Clack                   | 2,17 Mio.       |
| 436        | 6         | Schlafmangel                | Night Moves                                | 7. Nov. 2024         | 2. Juni 2025                              | Billie Woodruff      | Jase Miles-Perez               | 2,04 Mio.       |
| 437        | 7         | Zwischen Bangen und Hoffen  | If You Leave                               | 14. Nov. 2024        | 9. Juni 2025                              | Allison Liddi-Brown  | Tameson Duffy                  | 2,13 Mio.       |
| 438        | 8         | Selbstüberschätzung         | Drop It Like It’s Hot                      | 21. Nov. 2024        | 16. Juni 2025                             | Kevin McKidd         | Jess Righthand                 | 2,28 Mio.       |
| 439        | 9         | Auf dem Boden der Tatsachen | Hit the Floor                              | 6. März 2025         | 28. Juli 2025                             | Linda Klein          | Jamie Denbo                    | 2,24 Mio.       |
| 440        | 10        | Mit allen Mitteln           | Jump (for My Love)                         | 13. März 2025        | 4. Aug. 2025                              | Jesse Williams       | Julie Wong                     | 1,96 Mio.       |
| 441        | 11        | Gewissensfrage              | I Still Haven’t Found What I’m Looking For | 20. März 2025        | 4. Aug. 2025                              | Allison Liddi-Brown  | Carol Brown                    | 2,39 Mio.       |
| 442        | 12        | Coole 30 Minuten            | Ridin’ Solo                                | 27. März 2025        | 4. Aug. 2025                              | Kevin McKidd         | Sandra Hamada                  | 2,42 Mio.       |
| 443        | 13        | Aufgehender Stern           | Don’t You (Forget About Me)                | 3. Apr. 2025         | –                                         | Kim Raver            | Julie Wong & Michelle Lirtzman | 2,12 Mio.       |
| 444        | 14        | Schmerzgrenze               | Love in the Ice Age                        | 10. Apr. 2025        | –                                         | Morenike Joela Evans | Kingsley Ume                   | 2,02 Mio.       |
| 445        | 15        | Superheld-Spiel             | Bust Your Windows                          | 17. Apr. 2025        | –                                         | Lisa Leone           | Scott D. Brown                 | 1,88 Mio.       |
| 446        | 16        | Vaterrolle                  | Papa Was A Rollin’ Stone                   | 1. Mai 2025          | –                                         | Chandra Wilson       | Jess Righthand                 | 2,04 Mio.       |
| 447        | 17        | Liebeslied                  | Love You Like a Love Song                  | 8. Mai 2025          | –                                         | Kevin Mckidd         | Michelle Lirtzman & Julie Wong | 2,04 Mio.       |
| 448        | 18        | Geiselnahme                 | How Do I Live                              | 15. Mai 2025         | –                                         | Debbie Allen         | Meg Marinis                    | 2,28 Mio.       |